# Automóvil de Fórmula 1

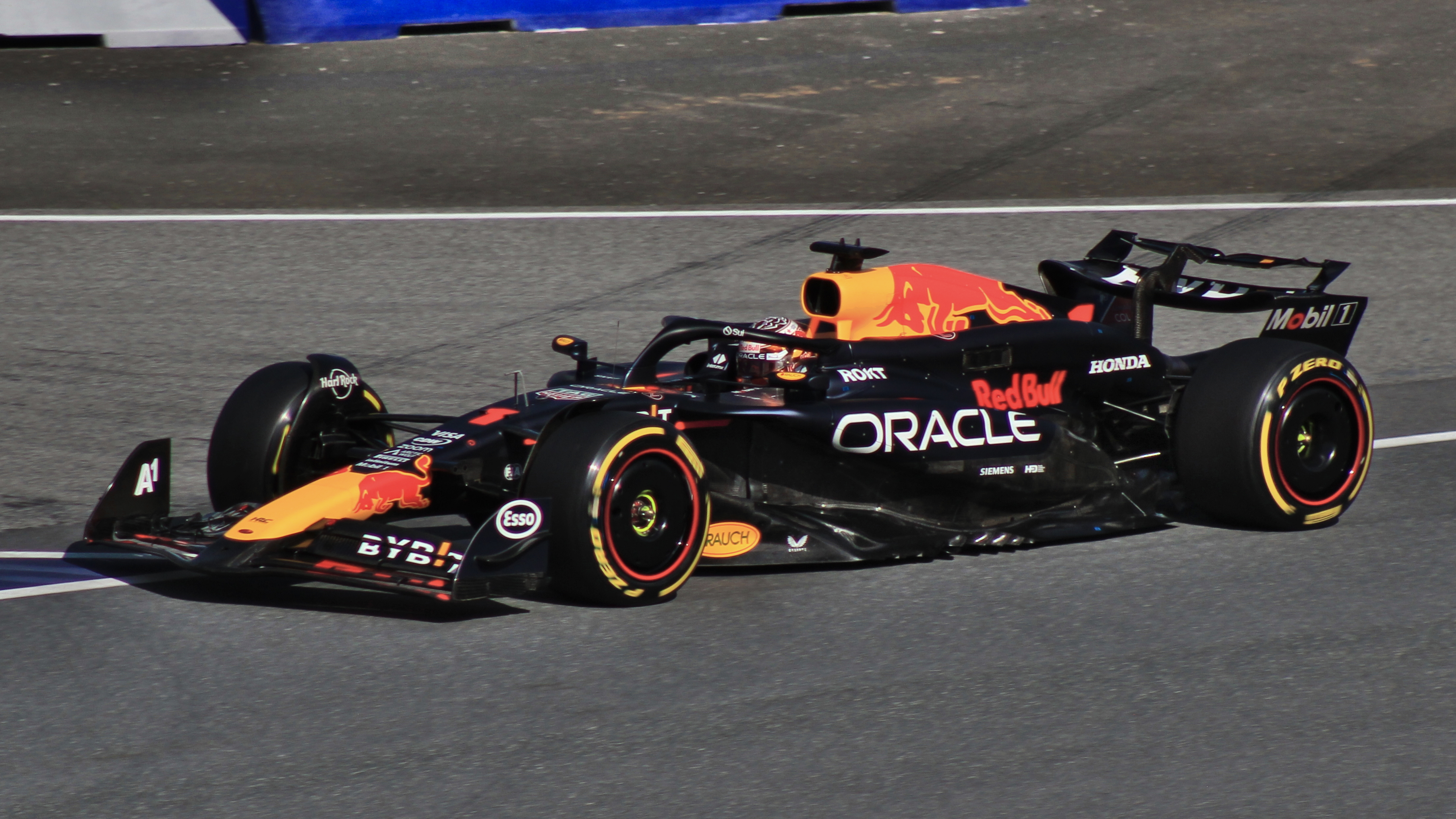
Un coche de Fórmula 1 (Red Bull RB20) de la temporada 2024, conducido por Max Verstappen.

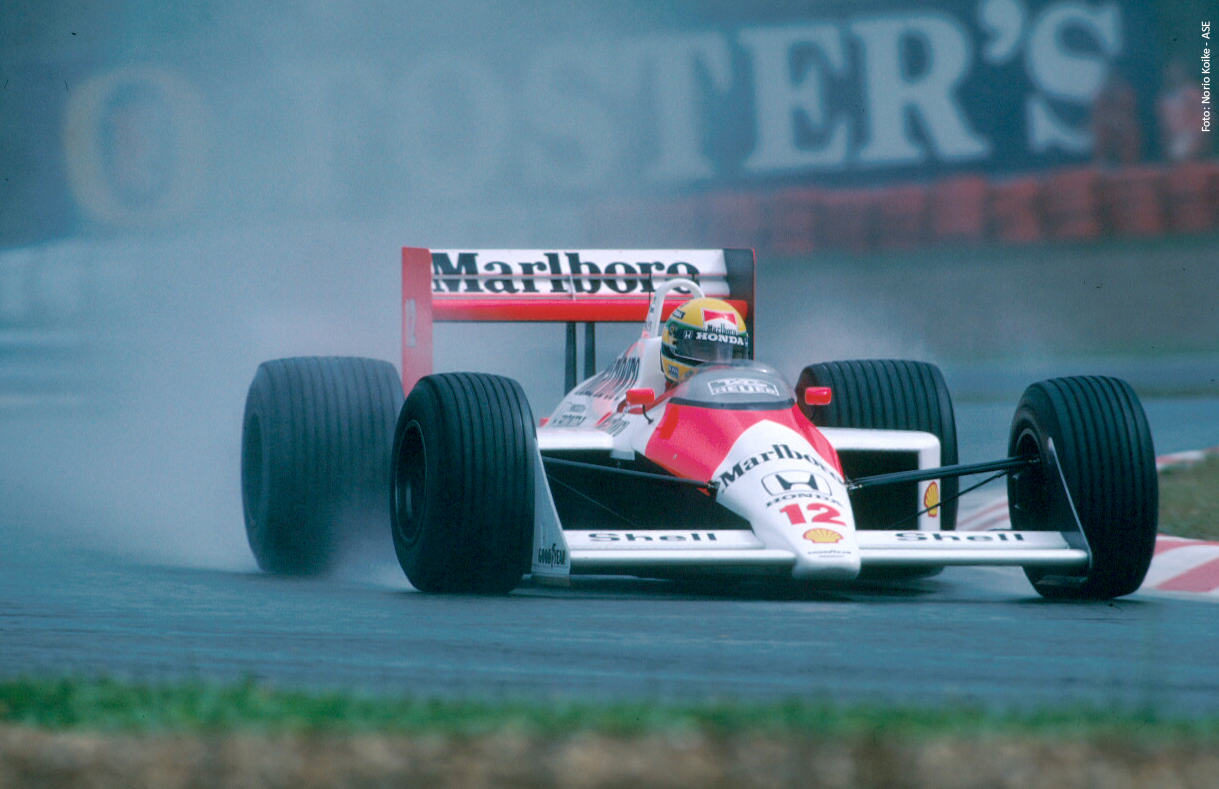
El dominante McLaren MP4/4. Conducido por Ayrton Senna en 1988.

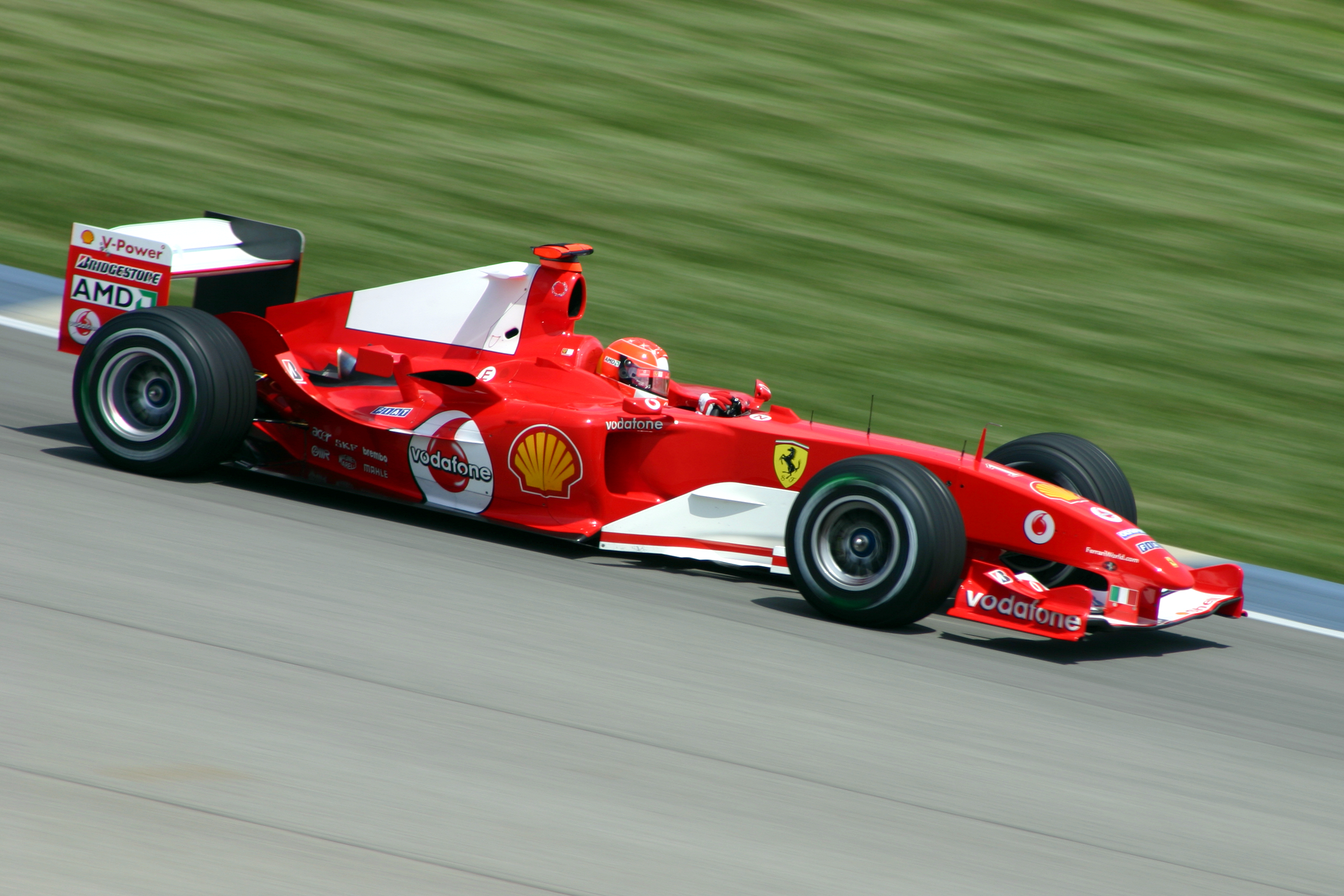
El exitoso Ferrari F2004. Conducido por Michael Schumacher en el Gran Premio de Estados Unidos de 2004.

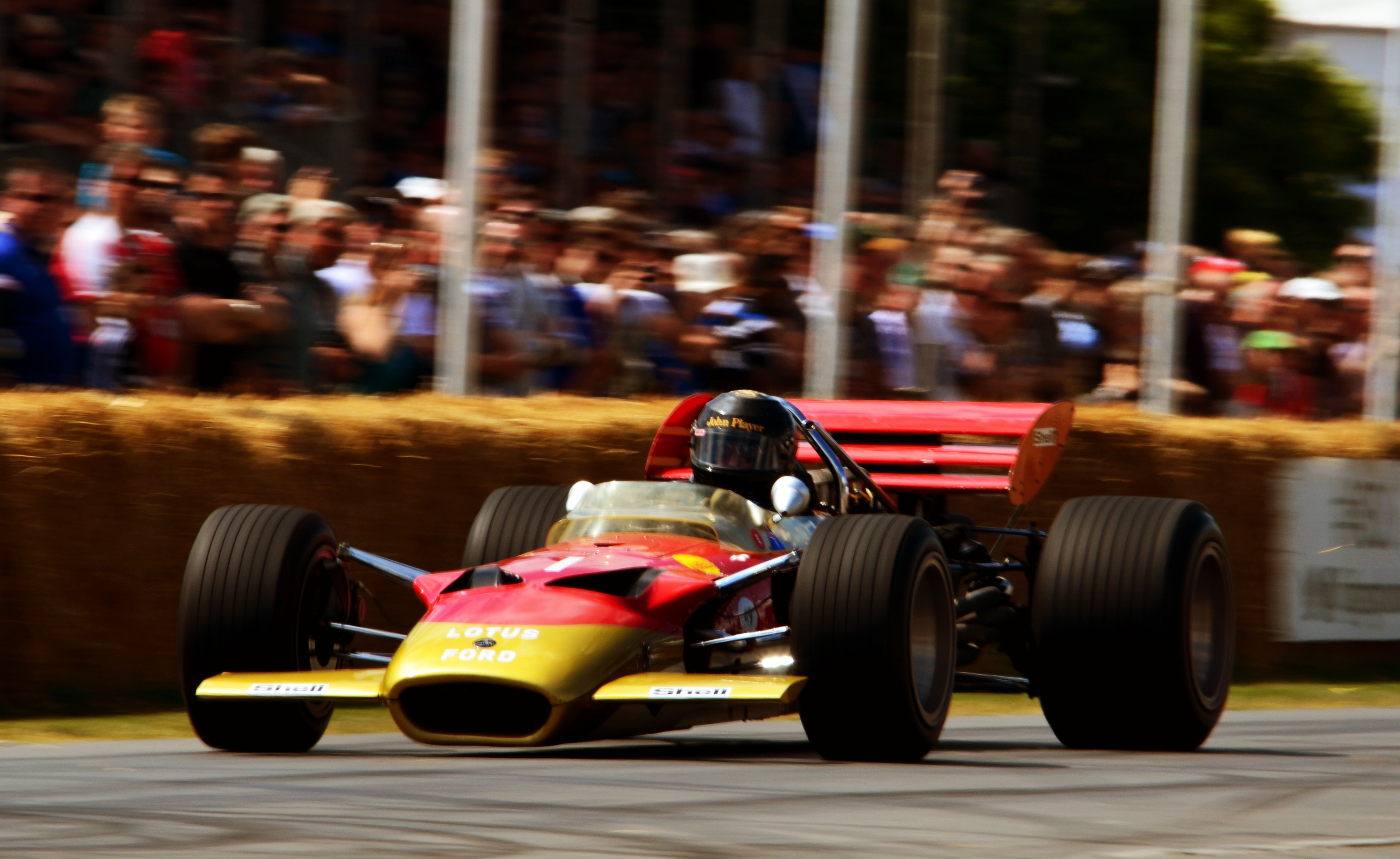
El exitoso Lotus 49B. Impulsado por el famoso motor Cosworth DFV 3.0 L V-8. Fotografiado aquí en el Festival de la Velocidad de Goodwood de 2014.

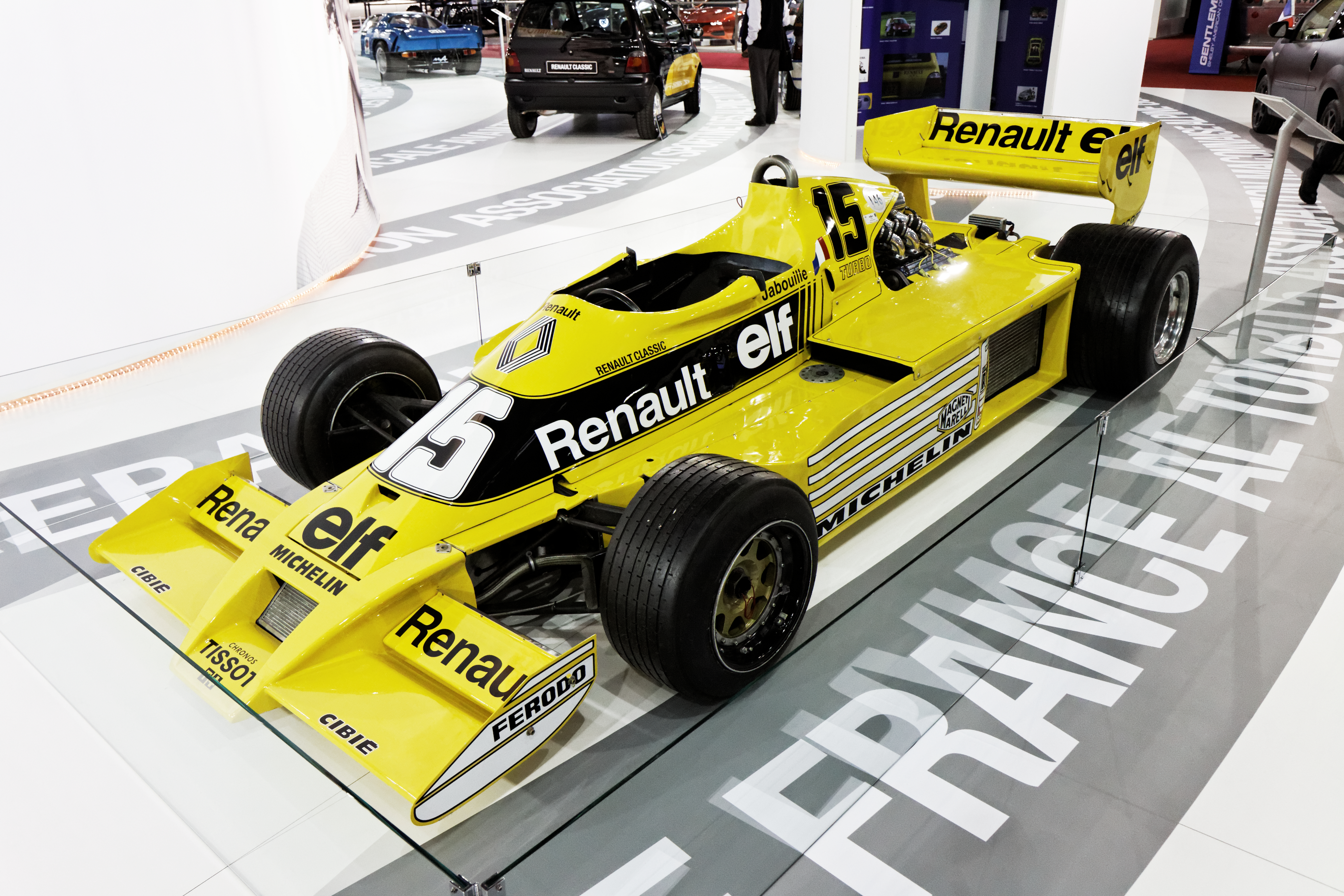
El primer coche de Fórmula 1 con motor turboalimentado: el Renault RS01 de 1977. Fotografiado aquí en 2013.

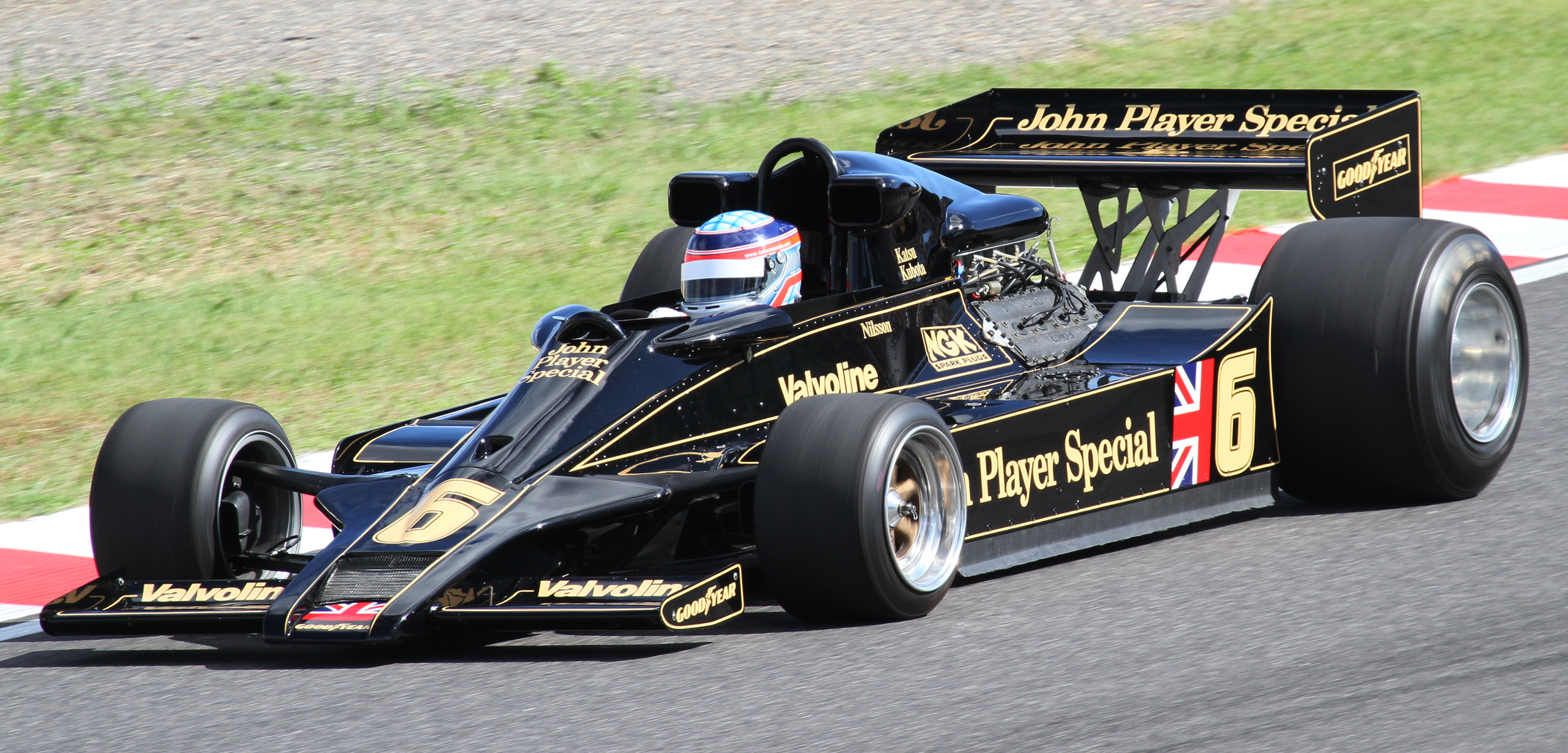
El Lotus 78, diseñado por Colin Chapman. Este coche utilizaba una innovación secreta pero inteligente para explotar los efectos de la carga aerodinámica, conocida como efecto suelo, que posteriormente fue prohibida por la FIA en 1983.

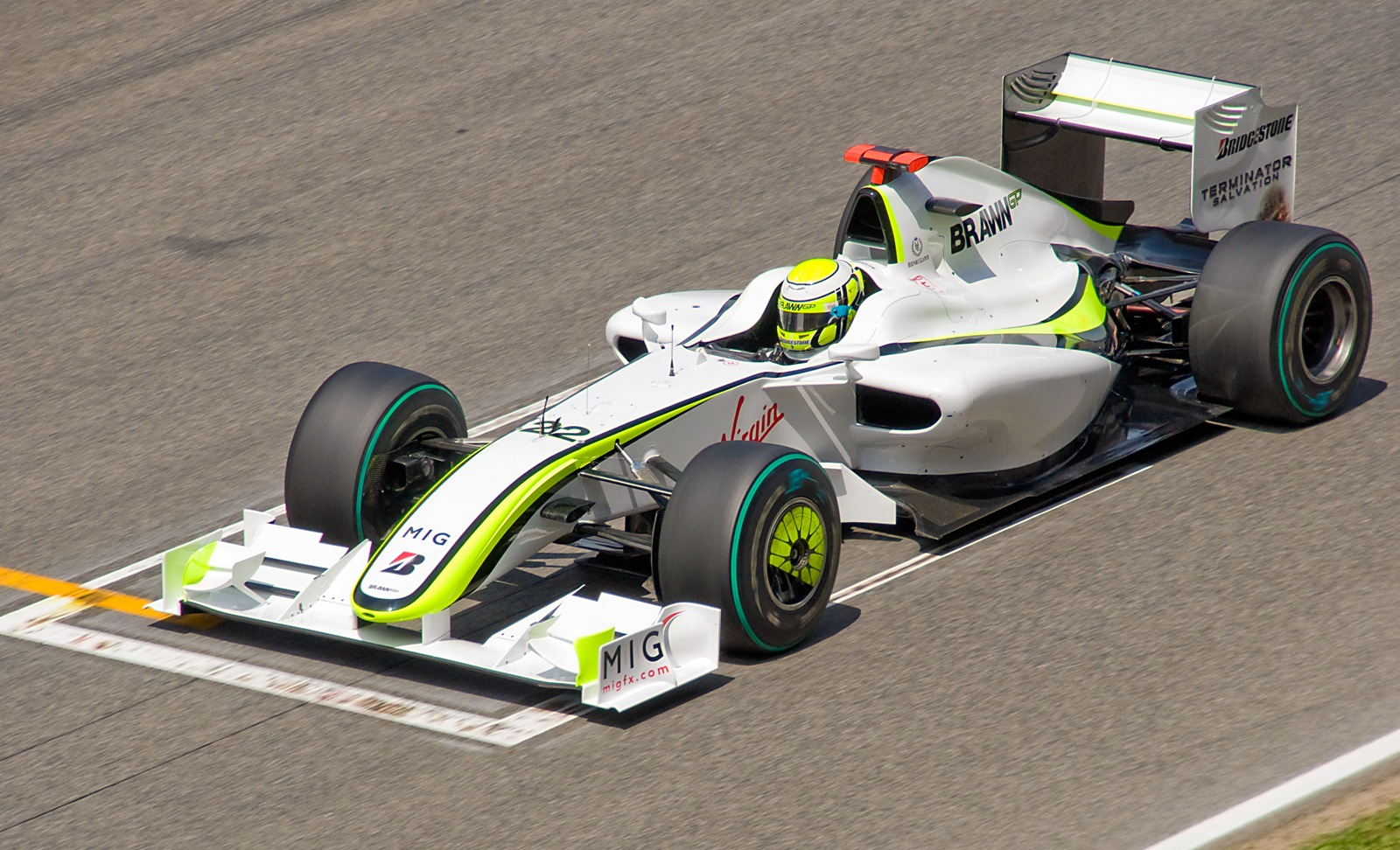
El Brawn BGP 001 de 2009; que utilizaba una innovación secreta para aprovechar los efectos de la carga aerodinámica, conocida como "doble difusor". Se utilizó durante dos temporadas antes de ser prohibido por la FIA en 2011.

Los automóviles de Fórmula 1 son monoplazas con cabina abierta, con alerones delanteros y traseros y un motor situado detrás del conductor, destinado a competir en eventos de Fórmula 1. El reglamento que rige los coches es exclusivo del campeonato y se especifica que los coches deben ser construidos por las propias escuderías de la competición, aunque el diseño y la fabricación pueden ser subcontratados.

## Diseño del chasis
Los coches de Fórmula 1 actuales están construidos con compuestos de fibra de carbono y materiales ultraligeros similares. El peso mínimo permitido es de 740 kg (1631 lb) incluyendo el conductor, pero no el combustible. Los coches se pesan con neumáticos para tiempo seco instalados. Antes de la temporada de F1 de 2014, los coches solían pesar por debajo de este límite, por lo que los equipos añadían lastre con el fin de añadir peso al coche. La ventaja de utilizar lastre es que puede colocarse en cualquier parte del coche para proporcionar una distribución ideal del peso. Esto puede ayudar a bajar el centro de gravedad del coche para mejorar la estabilidad y también permite al equipo ajustar la distribución del peso del coche para adaptarse a cada circuito..

## Motores

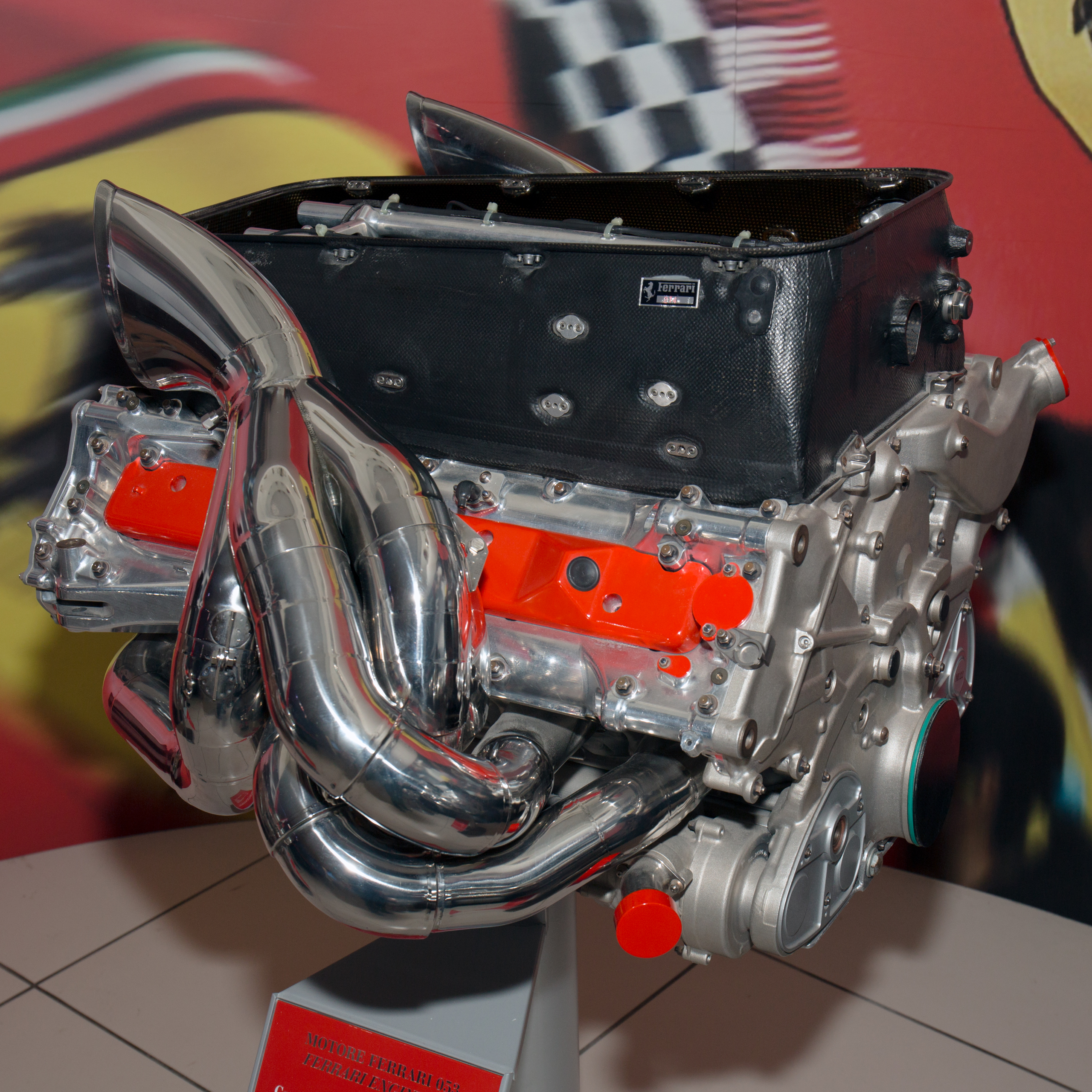
El motor Tipo 053. El motor producía más de 865 CV a 18.300 rpm, y fue utilizado en el exitoso Ferrari F2004, en 2004.

En la temporada 2006 de la Fórmula 1, la Federación Internacional del Automóvil (FIA) introdujo una nueva fórmula de motores, que obligaba a los coches a llevar motores de 2,4 litros de aspiración natural en configuración V8, con no más de cuatro válvulas por cilindro. También se han introducido otras restricciones técnicas, como la prohibición de las trompetas de admisión variables, con la nueva fórmula V8 de 2,4 L para evitar que los equipos alcancen más RPM y caballos de fuerza demasiado rápido. La temporada 2009 limitó los motores a 18 000 rpm para mejorar la fiabilidad del motor y reducir los costes.

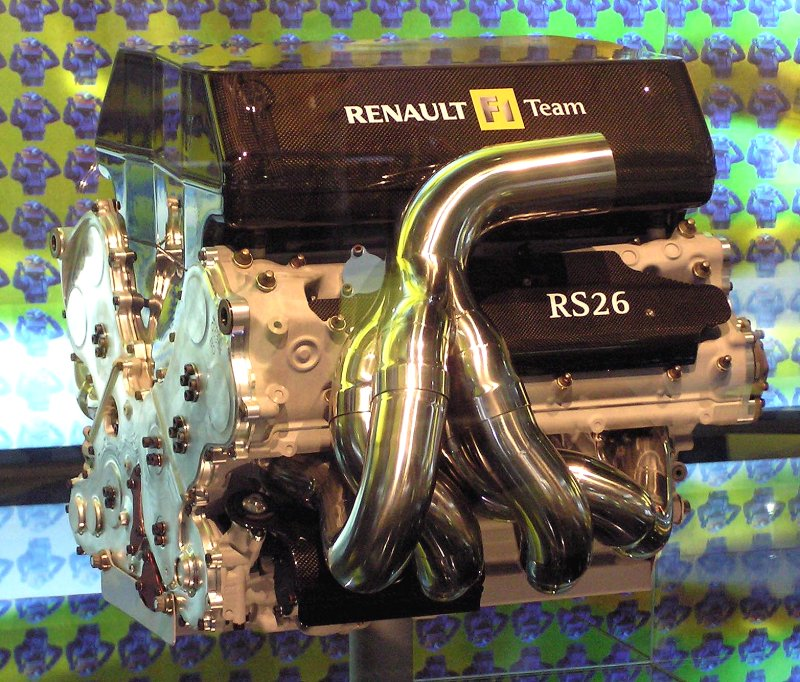
Un motor Renault RS26 V8, que impulsó el Renault R26 2006.

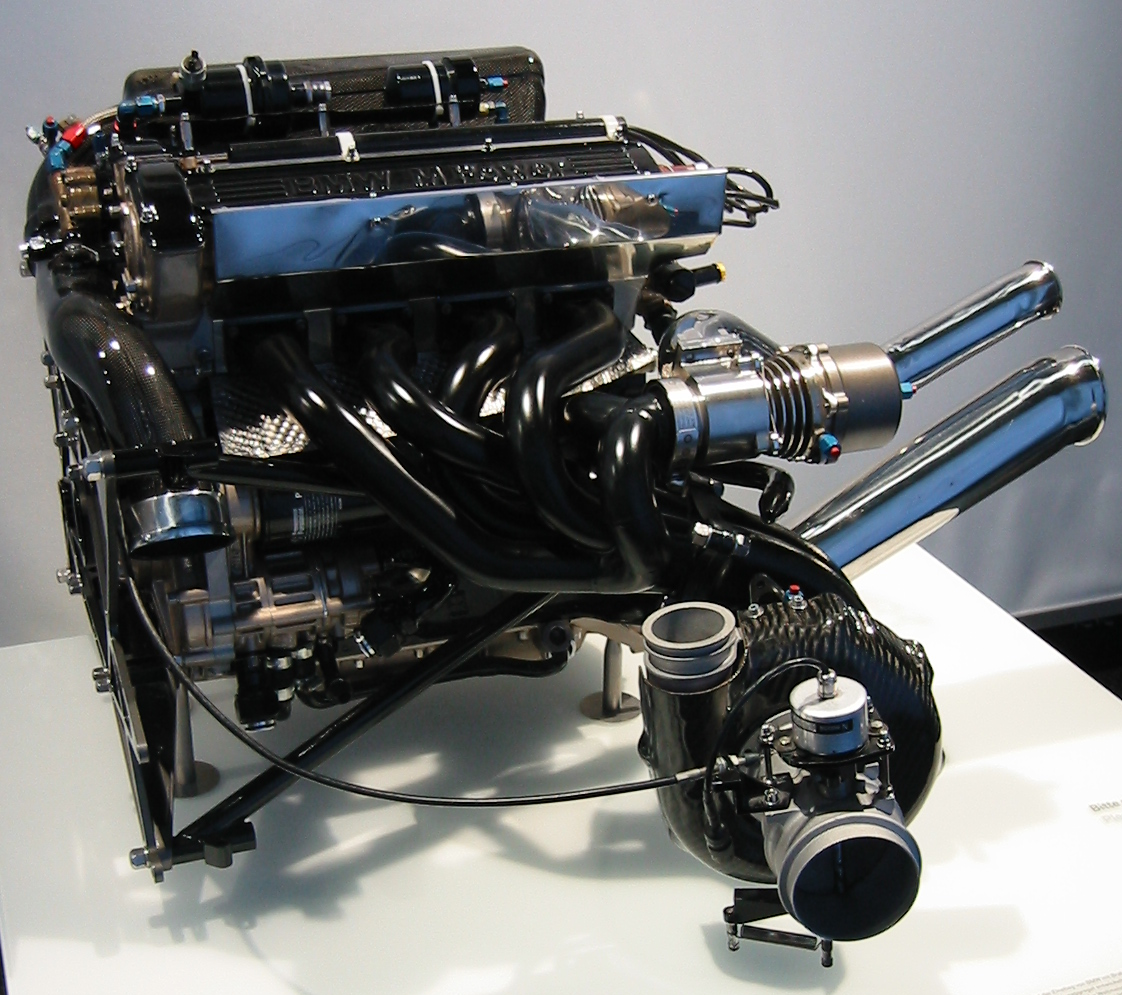
El BMW M12/13, un potente motor de 4 cilindros turbo de 1,5 litros que impulsaba los coches de Brabham-BMW en la década de 1980, desarrolló 1.400 CV durante la clasificación.

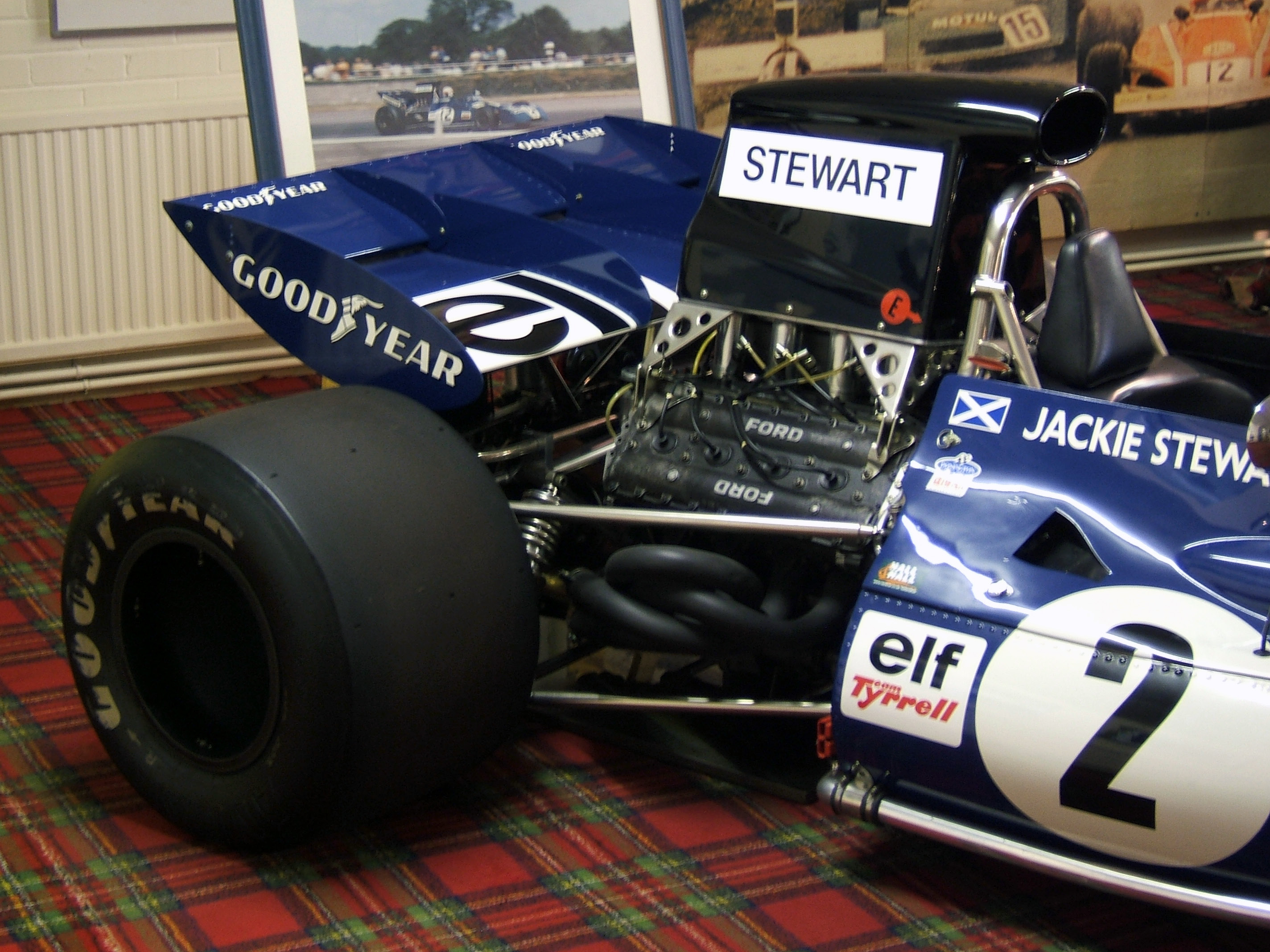
El motor Ford Cosworth DFV se convirtió en la planta motriz de factoría para muchos equipos privados, ya que impulsó coches que ganaron un récord de 167 carreras entre 1967 y 1983 y ayudó a ganar 12 títulos de pilotos.

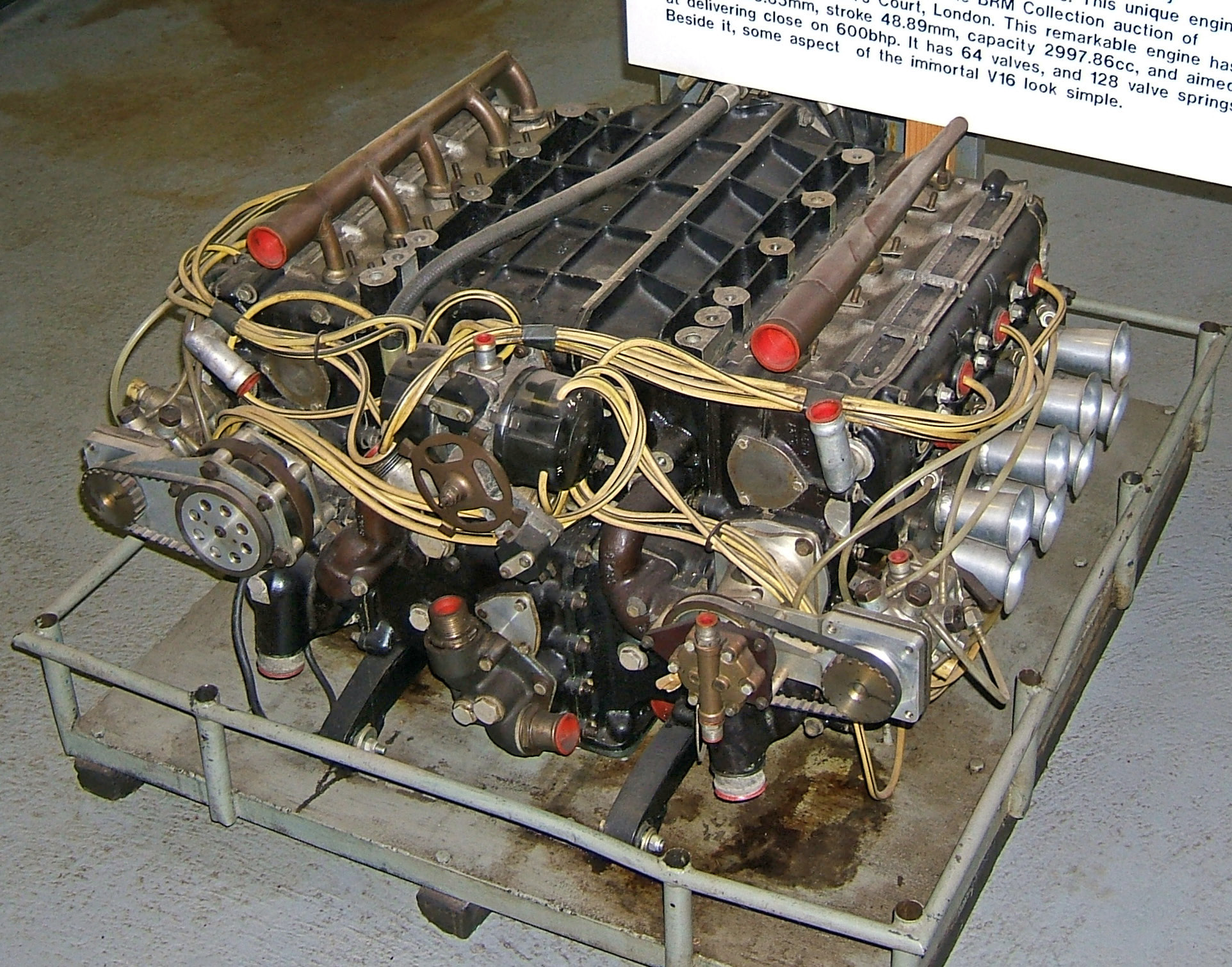
El motor BRM H16, resistente pero no exitoso fue un motor de 16 cilindros y 64 válvulas que impulsó al equipo BRM.

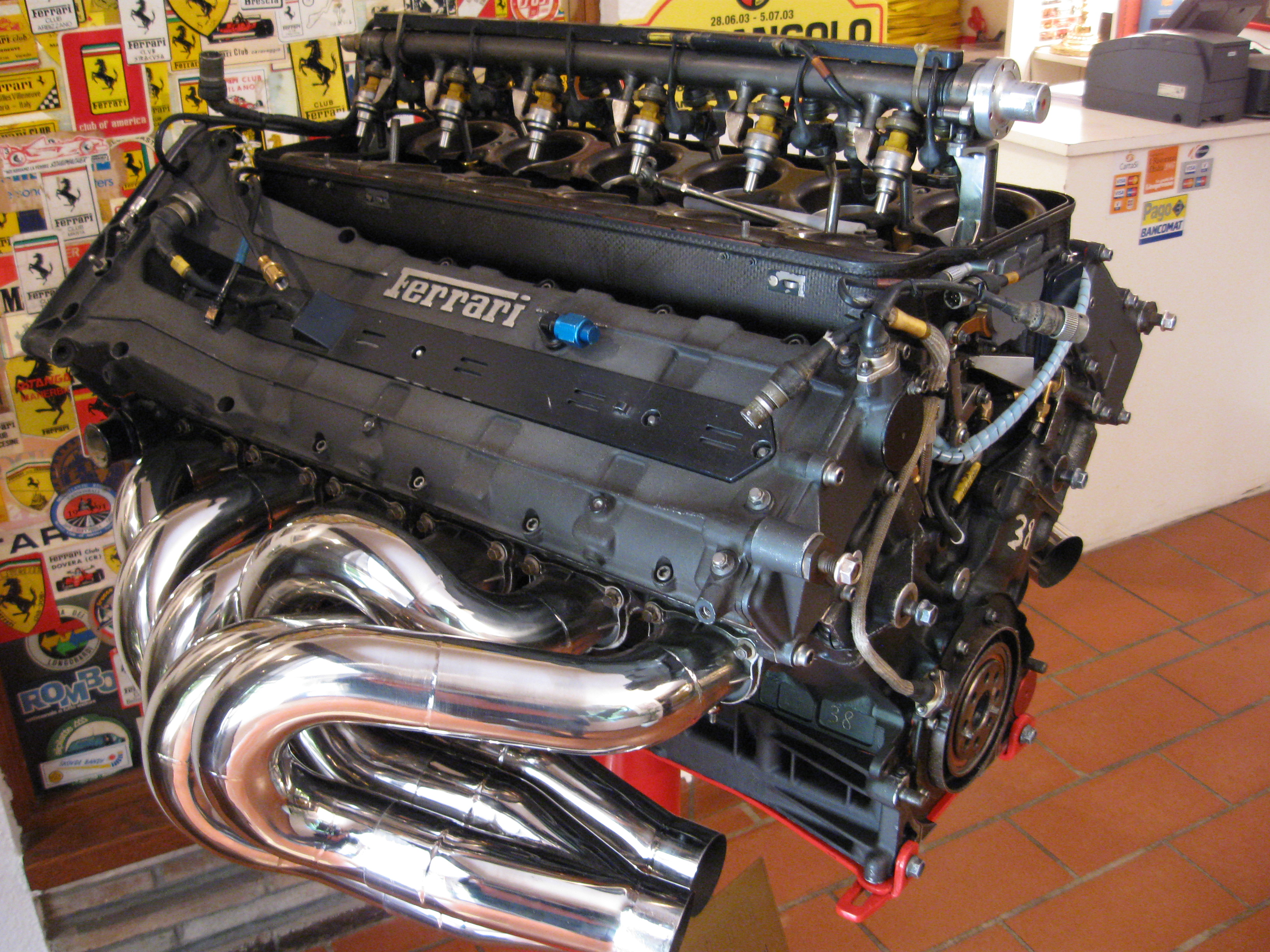
El motor Tipo 044 N/A 3.0 L V-12 de altas revoluciones; que producía 700 CV a 17.000 rpm, y utilizado en el Ferrari 412 T2 en 1995.

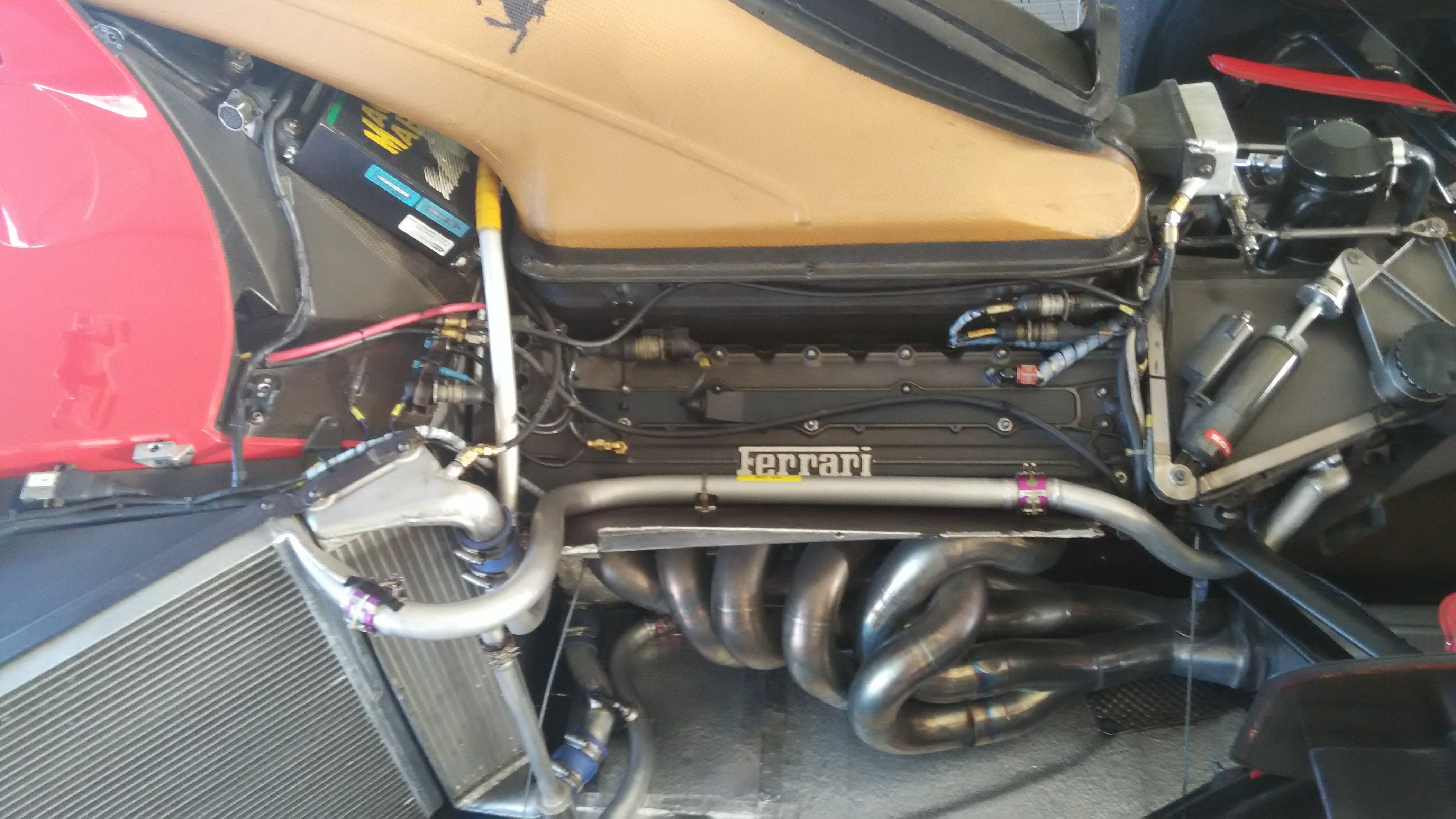
El motor V12 de F1 más potente de la historia: el Tipo 043. El motor V-12 de 3,5 L sin funcionar producía más de 830 CV a 15.800 rpm, y se utilizó en el Ferrari 412 T1 en 1994.

Durante una década, los coches de F1 habían funcionado con motores atmosféricos de 3,0 litros y todos los equipos se decantaron por un diseño V10 al final del periodo; sin embargo, el desarrollo había llevado a estos motores a producir entre 730 y 750 kW (980 y 1000 CV) y los coches que alcanzan velocidades máximas de 375 km/h (Jacques Villeneuve con Sauber-Ferrari) en el circuito de Monza. Los equipos comenzaron a utilizar aleaciones exóticas a finales de la década de 1990, lo que llevó a la FIA a prohibir el uso de materiales exóticos en la construcción de motores, permitiéndose únicamente las aleaciones de aluminio, titanio y hierro para los pistones, cilindros, bielas y cigüeñales. La FIA ha aplicado continuamente restricciones de material y diseño para limitar la potencia. Incluso con las restricciones, los V10 de la temporada 2005 tenían fama de desarrollar 730 kW (980 CV), niveles de potencia que no se veían desde antes de la prohibición de los motores turboalimentados en 1989.
Los equipos menos financiados (el antiguo equipo Minardi gastaba menos de 50 millones, mientras que Ferrari gastaba cientos de millones de euros al año en el desarrollo de su coche) tenían la opción de mantener el actual V10 durante otra temporada, pero con un limitador de revoluciones para mantener su competitividad con los motores V8 más potentes. El único equipo que tomó esta opción fue la escudería Toro Rosso (AlphaTauri), que fue reformada y reagrupada.
En 2012, los motores consumían unos 450 L (16 pies cúbicos) de aire por segundo (al límite de revoluciones de 2012, 18 000 rpm); el consumo de combustible en carrera era normalmente de unos 75 L/100 km.
Todos los coches tienen el motor situado entre el conductor y el eje trasero. En la mayoría de los coches, el motor es un elemento sometido a tensión, lo que significa que forma parte de la estructura de soporte, ya que está atornillado al habitáculo en la parte delantera y a la transmisión y la suspensión trasera en la parte trasera.
En el campeonato de 2004, los motores debían durar un fin de semana completo de carreras. En el campeonato de 2005, debían durar dos fines de semana completos y si un equipo cambiaba un motor entre las dos carreras, incurría en una penalización de 10 posiciones en la parrilla. En 2007, esta norma se modificó ligeramente y un motor solo tenía que durar el sábado y el domingo. Esto se hizo para promover las carreras del viernes. En la temporada 2008, los motores debían durar dos fines de semana completos, la misma normativa que en la temporada 2006. Sin embargo, para la temporada 2009, se permite a cada piloto utilizar un máximo de 8 motores a lo largo de la temporada, lo que significa que un par de motores tienen que durar tres fines de semana de carrera. Este método para limitar los costes de los motores también aumenta la importancia de la táctica, ya que los equipos tienen que elegir en qué carreras tienen un motor nuevo o uno ya usado.
Desde la temporada 2014, todos los coches de F1 están equipados con motores V6 de 1,6 litros con turbocompresor. Los turbocompresores estaban prohibidos desde 1989. Este cambio puede suponer una mejora de hasta el 29 % en la eficiencia del combustible. Una de las muchas razones por las que Mercedes dominó la temporada a principios, se debió a la colocación del compresor del turbocompresor en un lado del motor, y la turbina en el otro; ambos estaban unidos por un eje que viajaba a través de la uve del motor. La ventaja es que el aire no recorre tantas tuberías, lo que reduce el retraso del turbo y aumenta la eficiencia del coche. Además, significa que el aire que pasa por el compresor es mucho más frío, ya que está más alejado de la sección caliente de la turbina.

## Transmisión
Los coches de Fórmula 1 utilizan cajas de cambios secuenciales semiautomáticas altamente automatizadas con levas de cambio, con un reglamento que establece que 8 marchas adelante (aumentadas de 7 a partir de la temporada 2014) y 1 marcha atrás, con tracción trasera. La caja de cambios está construida en titanio de carbono, ya que la disipación del calor es una cuestión crítica, y está atornillada a la parte trasera del motor. Las cajas de cambios totalmente automáticas y sistemas como el control de lanzamiento y el control de tracción son ilegales desde 2004 y 2008, respectivamente, para que la habilidad y la participación del piloto sigan siendo importantes en el control del coche, y para garantizar que ningún equipo utilice estos sistemas de forma ilegal para obtener una ventaja competitiva, así como para mantener los costes bajos. El conductor inicia los cambios de marcha mediante unas levas montadas en la parte trasera del volante, y unos avanzados solenoides eléctricos, actuadores hidráulicos y sensores realizan el cambio real, así como el control electrónico del acelerador. El control del embrague también se realiza de forma electrohidráulica, excepto cuando se arranca desde un punto muerto a la primera marcha, donde el conductor acciona el embrague manualmente mediante una palanca montada en la parte trasera del volante. El último coche de F1 equipado con una caja de cambios manual convencional, el Forti FG01, corrió en 1995.
Un embrague de F1 moderno es un diseño de carbono multidisco con un diámetro inferior a 100 mm (3,9 pulgadas) con un peso inferior a 1 kg (2,2 lb) y unos 540 kW (720 CV). A partir de la temporada de carreras de 2009, todos los equipos utilizan transmisiones sin fisuras, que permiten un cambio de marchas casi instantáneo con una pérdida mínima de conducción. Los tiempos de cambio de los coches de Fórmula 1 modernos son de entre 2 y 3 ms. Para mantener los costes bajos en la Fórmula 1, las cajas de cambios deben durar cinco eventos consecutivos y, desde 2015, las relaciones de la caja de cambios serán fijas para cada temporada (en 2014 solo se podían cambiar una vez). Cambiar una caja de cambios antes del tiempo permitido supondrá una penalización de cinco puestos menos en la parrilla de salida del primer evento en el que se utilice la nueva caja de cambios.

## Aerodinámica
La aerodinámica se ha convertido en la clave del éxito en este deporte y los equipos gastan decenas de millones de dólares en investigación y desarrollo en este campo cada año.
El diseñador aerodinámico tiene dos preocupaciones principales: la creación de carga aerodinámica, para ayudar a empujar los neumáticos del coche en la pista y mejorar las fuerzas en las curvas; y la minimización de la resistencia que se produce por la turbulencia y actúa para frenar el coche.
A finales de los años 60, varios equipos empezaron a experimentar con los ya conocidos alerones. Los alerones de los coches de carreras funcionan según el mismo principio que los de los aviones, pero están configurados para provocar una fuerza descendente en lugar de una ascendente. Un coche de Fórmula 1 moderno es capaz de desarrollar 6 G de fuerza lateral en las curvas gracias a la carga aerodinámica. La carga aerodinámica que permite esto suele ser mayor que el peso del coche. Eso significa que, teóricamente, a altas velocidades, podrían conducir sobre la superficie invertida de una estructura adecuada; por ejemplo, sobre el techo.
El uso de la aerodinámica para aumentar el agarre de los coches fue pionero en la Fórmula 1 en la temporada 1968 por parte de Lotus, Ferrari y Brabham. Al principio, Lotus introdujo unos modestos alerones delanteros y un alerón en el Lotus 49B de Graham Hill en el Gran Premio de Mónaco de 1968, y luego Brabham y Ferrari fueron más allá en el Gran Premio de Bélgica de 1968 con alerones de anchura completa montados en puntales por encima del piloto.
Los primeros experimentos con alerones móviles y montajes altos provocaron algunos accidentes espectaculares, y para la temporada de 1970 se introdujeron normas para limitar el tamaño y la ubicación de los alerones. Tras haber evolucionado con el tiempo, hoy en día se siguen utilizando normas similares.
A finales de la década de 1960, Jim Hall, de Chaparral, introdujo por primera vez el "efecto suelo" en las carreras de coches. A mediados de los años 70, los ingenieros de Lotus descubrieron que se podía hacer que todo el coche actuara como un ala gigante mediante la creación de una superficie aerodinámica en su parte inferior que haría que el aire que se moviera en relación con el coche lo empujara hacia la carretera. Aplicando otra idea de Jim Hall de su corredor deportivo Chaparral 2K, Gordon Murray diseñó el Brabham BT46B, que utilizaba un sistema de ventiladores accionados por separado para extraer el aire de la zona del faldón bajo el coche, creando una enorme carga aerodinámica. Tras los desafíos técnicos de otros equipos, fue retirado después de una sola carrera. A continuación, se introdujeron cambios en el reglamento para limitar las ventajas de los "efectos suelo": primero se prohibieron los faldones utilizados para contener la zona de baja presión y después se exigió un "suelo escalonado".
La cubierta del motor trasero del McLaren MP4-21, diseñada para dirigir el flujo de aire hacia el alerón trasero.
A pesar de los túneles de viento (vórtices) de tamaño completo y de la enorme potencia de cálculo que utilizan los departamentos de aerodinámica de la mayoría de los equipos, los principios fundamentales de la aerodinámica de la Fórmula 1 siguen siendo válidos: crear la máxima cantidad de carga aerodinámica con la mínima cantidad de resistencia. Los alerones primarios montados en la parte delantera y trasera tienen diferentes perfiles en función de los requisitos de carga aerodinámica de un circuito concreto. Los circuitos estrechos y lentos, como Mónaco, requieren perfiles de alerones muy agresivos: los coches llevan dos "hojas" de "elementos" separados en los alerones traseros (dos es el máximo permitido). En cambio, en los circuitos de alta velocidad como Monza, los coches se ven desprovistos de la mayor cantidad de alerones posible, para reducir la resistencia y aumentar la velocidad en las largas rectas.
Cada una de las superficies de un coche de Fórmula 1 moderno, desde la forma de las suspensiones hasta la del casco del piloto, tiene en cuenta sus efectos aerodinámicos. El aire perturbado, cuando el flujo se "separa" de la carrocería, crea turbulencias que generan resistencia aerodinámica, lo que ralentiza el coche. Se ha invertido casi tanto esfuerzo en reducir la resistencia como en aumentar la carga aerodinámica, desde las placas verticales de los extremos de los alerones para evitar que se formen vórtices hasta las placas difusoras montadas en la parte trasera, que ayudan a reequilibrar la presión del aire que fluye más rápido y que, de otro modo, crearía un "globo" de baja presión que se arrastraría en la parte trasera. A pesar de ello, los diseñadores no pueden hacer que sus coches sean demasiado "resbaladizos", ya que hay que garantizar un buen flujo de aire para ayudar a disipar las enormes cantidades de calor producidas por el motor y los frenos.
Un coche de Fórmula 1 moderno de Ferrari, probado por Fernando Alonso en Jerez. El coche es el Ferrari F10.
En los últimos años, la mayoría de las escuderías de Fórmula 1 han intentado emular el diseño de "cintura estrecha" de Ferrari, en el que la parte trasera del coche se hace lo más estrecha y baja posible. Esto reduce la resistencia y maximiza la cantidad de aire disponible para el alerón trasero. Los "barge boards" (tablas de barcaza) instalados en los laterales de los coches también han ayudado a moldear el flujo de aire y a minimizar las turbulencias.
La revisión de la normativa introducida en 2005 obligó a los aerodinamistas a ser todavía más ingeniosos. En un intento de reducir la velocidad, la FIA redujo la carga aerodinámica elevando el alerón delantero, adelantando el trasero y modificando el perfil del difusor trasero. Los diseñadores no tardaron en recuperar gran parte de esta pérdida, con una variedad de soluciones intrincadas y novedosas, como los alerones en forma de cuerno que se vieron por primera vez en el McLaren MP4-20. La mayoría de estas innovaciones fueron prohibidas por la normativa aerodinámica más estricta impuesta por la FIA para 2009. Los cambios se diseñaron para promover los adelantamientos, facilitando que un coche siguiera de cerca a otro. Las nuevas normas llevaron a los coches a otra era, con alerones delanteros más bajos y anchos, alerones traseros más altos y estrechos, y una carrocería en general mucho más "limpia". Sin embargo, el cambio más interesante fue la introducción de la "aerodinámica móvil", con la que el piloto podía realizar ajustes limitados en el alerón delantero desde la cabina durante la carrera.
En 2011, este sistema ha sido sustituido por el nuevo alerón trasero DRS (Drag Reduction System). Este también permite a los pilotos realizar ajustes, pero la disponibilidad del sistema está regulada electrónicamente: originalmente se podía utilizar en cualquier momento durante los entrenamientos y la clasificación (a menos que el piloto llevara neumáticos de lluvia), pero durante la carrera solo se podía activar cuando un piloto estuviera a menos de un segundo de otro coche en puntos predeterminados de la pista. (A partir de 2013, el DRS solo está disponible en los puntos predeterminados durante todas las sesiones). El sistema se desactiva una vez que el conductor frena. El sistema "cala" el alerón trasero abriendo un flap, que deja un hueco horizontal de 50 mm en el alerón, reduciendo así de forma masiva la resistencia aerodinámica y permitiendo mayores velocidades máximas. Sin embargo, esto también reduce la carga aerodinámica, por lo que normalmente se utiliza en tramos rectos largos de la pista o en tramos que no requieren una gran carga aerodinámica. El sistema se introdujo para promover más adelantamientos y a menudo es la razón para adelantar en las rectas o al final de las mismas, donde se fomenta el adelantamiento en la(s) siguiente(s) curva(s). Sin embargo, la recepción del sistema DRS ha sido diferente entre pilotos, aficionados y especialistas, sugiriendo que el DRS es una forma poco natural de adelantar a los coches en la pista, ya que en realidad no requiere la habilidad del conductor para adelantar con éxito a un competidor, por lo tanto, no sería un adelantamiento.

### Alerones

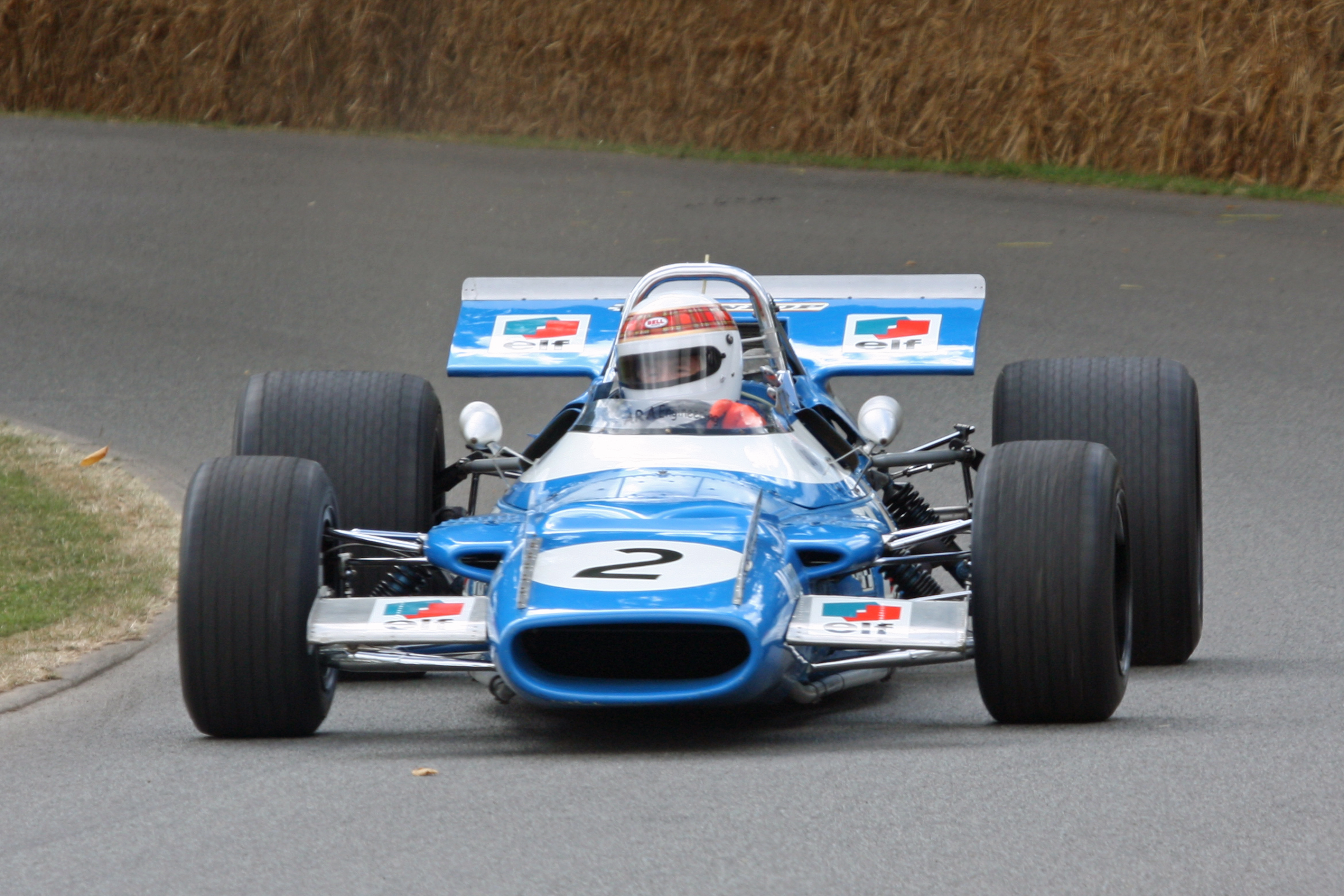
Los alerones delanteros y traseros hicieron su aparición a finales de la década de 1960. Aquí se ve en un Matra Cosworth MS80 de 1969. A finales de la década de 1960, los alerones se convirtieron en un elemento estándar en todos los coches de Fórmula.

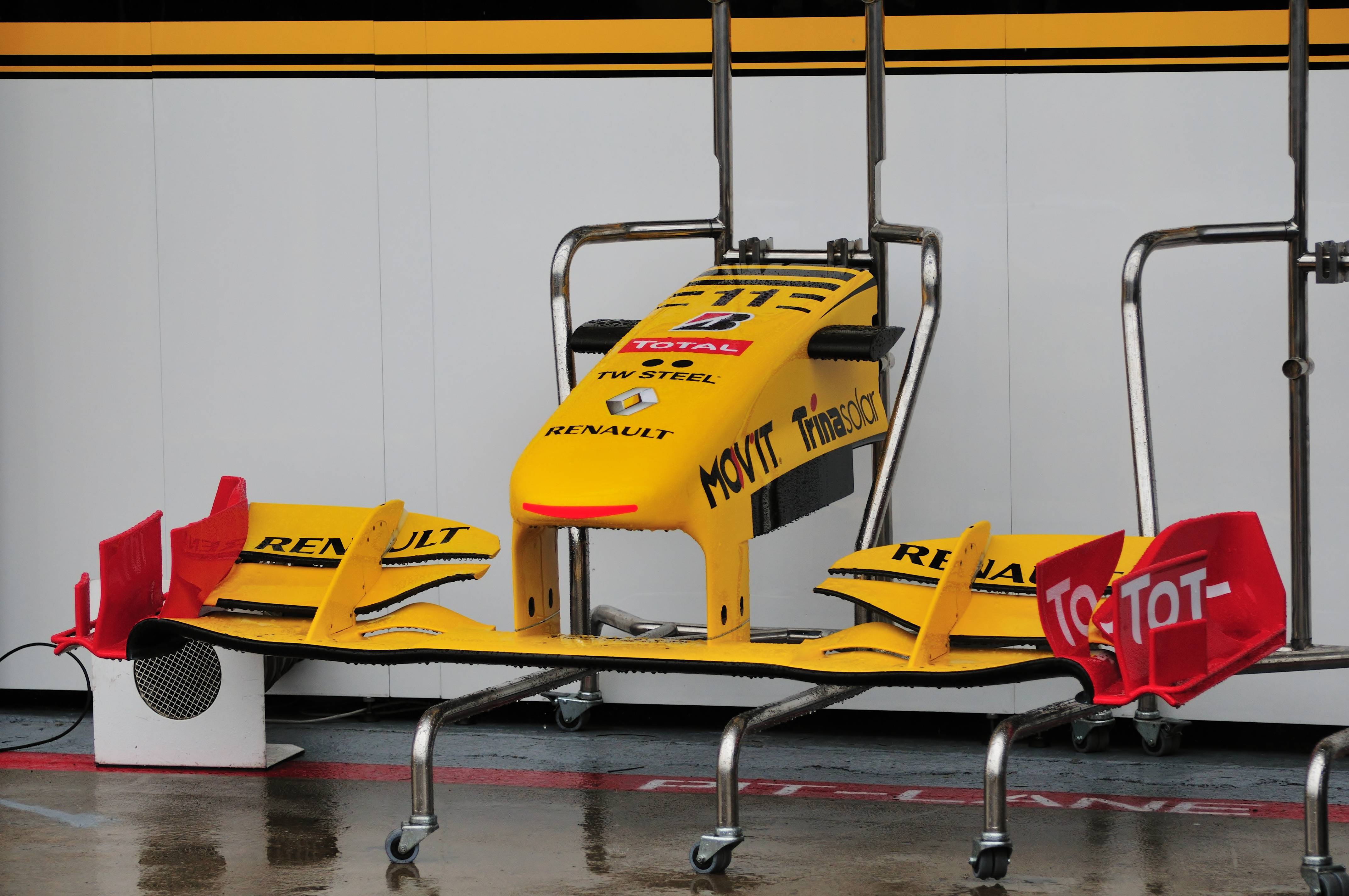
Un alerón delantero de baja carga aerodinámica en el Renault R30 de F1. Los alerones delanteros influyen en gran medida en la velocidad de paso por curva y en la maniobrabilidad de un coche, y se cambian regularmente en función de los requisitos de carga aerodinámica de un circuito.

Los primeros diseños unían los alerones directamente a la suspensión, pero varios accidentes hicieron que las normas establecieran que los alerones debían estar fijados de forma rígida al chasis. La aerodinámica de los coches está diseñada para proporcionar la máxima carga aerodinámica con un mínimo de resistencia; cada parte de la carrocería está diseñada con este objetivo. Al igual que la mayoría de los coches de ruedas abiertas, cuentan con grandes alerones delanteros y traseros, pero están mucho más desarrollados que los de los coches de ruedas abiertas estadounidenses, que dependen más de la puesta a punto de la suspensión; por ejemplo, el morro está elevado por encima del centro del alerón delantero, lo que permite que toda su anchura proporcione carga aerodinámica. Los alerones delanteros y traseros están muy esculpidos y se han afinado al máximo, al igual que el resto de la carrocería, como las aletas de giro bajo el morro, los bargeboards, los sidepods, los bajos y el difusor trasero. También cuentan con apéndices aerodinámicos que dirigen el flujo de aire. Este nivel extremo de desarrollo aerodinámico significa que un coche de F1 produce mucha más carga aerodinámica que cualquier otra fórmula de ruedas abiertas; los Indycars, por ejemplo, producen una carga aerodinámica igual a su peso (es decir, una relación carga aerodinámica:peso de 1:1) a 190 km/h (118 mph), mientras que un coche de F1 logra lo mismo a 125 a 130 km/h (78 a 81 mph), y a 190 km/h (118 mph) la relación es de aproximadamente 2:1.
Los bargeboards, en particular, están diseñados, conformados, configurados, ajustados y posicionados no para crear carga aerodinámica directamente, como con un ala convencional o un venturi en los bajos de la carrocería, sino para crear vórtices a partir del derrame de aire en sus bordes. El uso de vórtices es una característica importante de las últimas razas de coches de F1. Dado que un vórtice es un fluido en rotación que crea una zona de baja presión en su centro, la creación de vórtices reduce la presión local global del aire. Dado que la baja presión es lo que se desea debajo del coche, ya que permite que la presión atmosférica normal presione el coche desde arriba; al crear vórtices, se puede aumentar la carga aerodinámica sin dejar de cumplir las normas que prohíben los efectos en el suelo.
Los monoplazas de F1 de la temporada 2009 fueron muy cuestionados por el diseño de los difusores traseros de los monoplazas de Williams, Toyota y Brawn GP, pilotados por Jenson Button y Rubens Barrichello, denominados dobles difusores. La FIA, reunida en París antes del Gran Premio de China de 2009, escuchó las apelaciones de muchos de los equipos y declaró legal el uso de dichos difusores. El jefe de Brawn GP, Ross Brawn, afirmó que el diseño del doble difusor era "un enfoque innovador de una idea existente". Posteriormente, fueron prohibidos para la temporada 2011. Otra controversia de las temporadas 2010 y 11 fue el alerón delantero de los coches de Red Bull. Varios equipos protestaron alegando que el alerón incumplía la normativa. Las imágenes de las secciones de alta velocidad de los circuitos mostraban que el alerón delantero de Red Bull se doblaba por los lados, creando así una mayor carga aerodinámica. Se realizaron pruebas con el alerón delantero de Red Bull y la FIA no pudo encontrar ninguna forma de que el alerón incumpliera la normativa.
Desde el inicio de la temporada 2011, los coches pueden correr con un alerón trasero ajustable, más conocido como DRS (sistema de reducción de la resistencia aerodinámica), un sistema para combatir el problema del aire turbulento al adelantar. En las rectas de un circuito, los pilotos pueden desplegar el DRS, que abre el alerón trasero y reduce la resistencia del coche, permitiéndole moverse más rápido. En cuanto el piloto toca el freno, el alerón trasero vuelve a cerrarse. En los entrenamientos libres y en la clasificación, un piloto puede utilizarlo siempre que lo desee, pero en la carrera, solo se puede utilizar si el piloto está 1 segundo, o menos, por detrás de otro piloto en la zona de detección del DRS en la pista de carreras, momento en el que se puede activar en la zona de activación hasta que el piloto frene.

### Caja de la nariz
La caja de la nariz o, más comúnmente, los conos de la nariz tienen tres propósitos principales:
1) Son las estructuras sobre las que se montan las aletas delanteras.
2) Canalizan el flujo de aire hacia la parte inferior del coche, hacia el difusor.
3) Actúan como amortiguadores en caso de accidente.
Las cajas de la nariz son estructuras huecas hechas de fibras de carbono. Absorben el impacto en el momento del choque evitando que el conductor se lesione.

### Caja de aire
Justo detrás de la cabina del conductor hay una estructura llamada caja de aire (AirBox). El AirBox cumple dos funciones: recibe el aire en movimiento a alta velocidad y lo suministra al colector de admisión del motor. Este aire de alta velocidad está presurizado y, por tanto, se comprime debido al efecto Ram. Este aire a alta presión, cuando se suministra al motor, aumenta su potencia considerablemente. Además, el aire suministrado es muy turbulento, ya que pasa por encima del casco del conductor. El airbox absorbe este aire turbulento, evitando que perturbe el flujo de aire laminar junto con otras partes. La segunda ventaja de la caja de aire es su gran tamaño, que proporciona un gran espacio para la publicidad, proporcionando a su vez oportunidades para obtener ingresos publicitarios adicionales.

### Efecto suelo
El reglamento de la F1 limita en gran medida el uso de la aerodinámica de efecto suelo, que es un medio muy eficaz para crear carga aerodinámica con una pequeña penalización por resistencia. La parte inferior del vehículo, la bandeja inferior, debe ser plana entre los ejes. Un tablón de madera de 10 mm de grosor o un bloque de deslizamiento pasa por el centro del coche para evitar que los coches corran lo suficientemente bajo como para entrar en contacto con la superficie de la pista; este bloque de deslizamiento se mide antes y después de una carrera. Si el grosor del tablón es inferior a 9 mm después de la carrera, el coche será descalificado.
El difusor trasero, que se eleva desde los bajos del eje trasero hasta la parte posterior de la carrocería, proporciona una gran carga aerodinámica. Las limitaciones de los efectos sobre el suelo, el tamaño limitado de los alerones (que requieren un alto ángulo de ataque para crear suficiente carga aerodinámica) y los vórtices creados por las ruedas abiertas conducen a un alto coeficiente de resistencia aerodinámica (alrededor de 1 según el director técnico de Minardi, Gabriele Tredozi; en comparación con la media de las berlinas modernas, que tienen un valor de Cd de entre 0,25 y 0,35), por lo que, a pesar de la enorme potencia de los motores, la velocidad máxima de estos coches es inferior a la de los Mercedes-Benz de época de la Segunda Guerra Mundial y a la de los corredores de las Flechas de Plata de Auto Union. Sin embargo, esta resistencia se compensa con creces por la capacidad de tomar las curvas a una velocidad extremadamente alta. La aerodinámica se ajusta para cada pista; con una configuración de baja resistencia para las pistas donde la alta velocidad es más importante, como el Autodromo Nazionale Monza, y una configuración de alta tracción para las pistas donde las curvas son más importantes, como el Circuito de Mónaco.

### Regulaciones

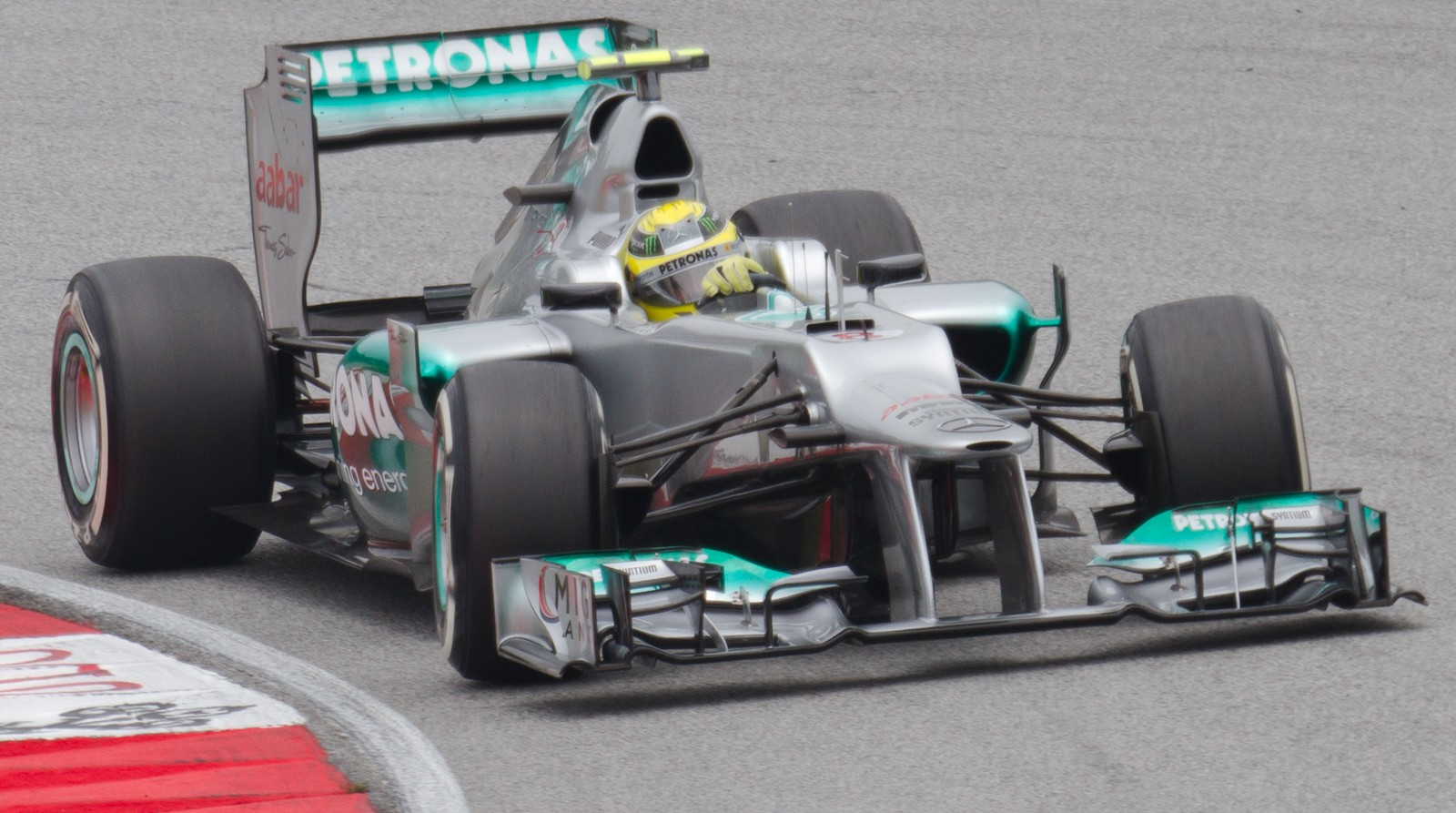
El alerón delantero es más bajo que nunca, como se ve en el Mercedes F1 W03 de 2012.

Con el reglamento de 2009, la FIA eliminó de los coches de F1 los pequeños alerones y otras partes del coche (menos el alerón delantero y el trasero) que se utilizaban para manipular el flujo de aire del coche con el fin de disminuir la resistencia y aumentar la carga aerodinámica.  Tal y como está ahora, el alerón delantero tiene una forma específica para empujar el aire hacia todos los winglets y barcazas para que el flujo de aire sea suave.  Si se eliminan, varias partes del coche causarán una gran resistencia al no poder el alerón delantero dar forma al aire más allá de la carrocería del coche. El reglamento que entró en vigor en 2009 ha reducido la anchura del alerón trasero en 25 cm, y ha estandarizado la sección central del alerón delantero para evitar que los equipos desarrollen el alerón delantero.

## Mando de dirección (Volante)
El piloto tiene la posibilidad de ajustar muchos elementos del coche de carreras desde dentro de la máquina utilizando el volante. El volante puede utilizarse para cambiar de marcha, aplicar el limitador de revoluciones, ajustar la mezcla de combustible y aire, cambiar la presión de los frenos y llamar a la radio. Datos como las revoluciones del motor, los tiempos por vuelta, la velocidad y la marcha se muestran en una pantalla LCD. El cubo del volante también incorporará paletas de cambio de marchas y una fila de luces Led para el cambio. El volante por sí solo puede costar unos 50 000 dólares y, con su construcción en fibra de carbono, pesa 1,3 kilogramos. En la temporada 2014, algunos equipos, como Mercedes, han optado por utilizar pantallas LCD más grandes en sus volantes que permiten al conductor ver información adicional, como el flujo de combustible y la entrega de par. También son más personalizables debido a la posibilidad de utilizar un software muy diferente.

## Combustible
El combustible utilizado en los coches de F1 es bastante similar a la gasolina ordinaria (premium), aunque con una mezcla mucho más controlada. El combustible de la Fórmula 1 entraría en la categoría de combustible de carretera premium de alto octanaje, con umbrales de 95 a 102 octanos.
Las mezclas de F1 se ajustan para obtener el máximo rendimiento en determinadas condiciones meteorológicas o en diferentes circuitos. Durante el periodo en el que los equipos estaban limitados a un volumen específico de combustible durante una carrera, se utilizaban mezclas exóticas de combustible de alta densidad que en realidad eran más densas que el agua, ya que el contenido energético de un combustible depende de su densidad de masa.
Para asegurarse de que los equipos y los proveedores de combustible no infringen la normativa sobre carburantes, la FIA exige a Elf, Shell, Mobil, Petronas y los demás equipos de carburantes que presenten una muestra del combustible que suministran para una carrera. En cualquier momento, los inspectores de la FIA pueden solicitar una muestra del equipo de abastecimiento de combustible para comparar la "huella digital" de lo que hay en el coche durante la carrera con lo que se presentó. Los equipos suelen acatar esta norma, pero en 1997, Mika Häkkinen fue despojado de su tercer puesto en Spa-Francorchamps (Bélgica) después de que la FIA determinara que su combustible no era la fórmula correcta, así como en 1976, los coches de McLaren y Penske se vieron obligados a ir a la cola en el Gran Premio de Italia después de que se comprobara que el octanaje de la mezcla era demasiado alto.

## Neumáticos
En la temporada 2009 se reintrodujeron los neumáticos lisos, que sustituyeron a los neumáticos estriados utilizados de 1998 a 2008.
Los neumáticos no pueden ser más anchos que 405 mm (15,9 pulgadas) en la parte trasera, y la anchura de los neumáticos delanteros se amplió de 245 mm a 305 mm para la temporada 2017. A diferencia del combustible, los neumáticos solo tienen un parecido superficial con un neumático de carretera normal. Mientras que un neumático de coche de carretera tiene una vida útil de hasta 80 000 km, un neumático de Fórmula 1 no dura ni siquiera toda la distancia de la carrera (algo más de 300 km); normalmente se cambian una o dos veces por carrera, dependiendo del circuito. Esto es el resultado de un esfuerzo por maximizar la capacidad de adherencia a la carretera, lo que lleva a utilizar compuestos muy blandos (para asegurar que la superficie del neumático se ajuste a la superficie de la carretera lo más posible).
Desde el inicio de la temporada 2007, la F1 tuvo un único proveedor de neumáticos. De 2007 a 2010, fue Bridgestone, pero en 2011 se reintrodujo Pirelli en el deporte, tras la salida de Bridgestone. Existen siete compuestos de neumáticos de F1; 5 son compuestos para clima seco (etiquetados de C1 a C5), mientras que 2 son compuestos de mojado (intermedios para superficies húmedas sin agua estancada y totalmente mojados para superficies con agua estancada). En cada carrera se llevan tres de los compuestos para clima seco (generalmente un compuesto más duro y otro más blando), además de los dos compuestos para clima húmedo. Los neumáticos más duros son más duraderos pero dan menos agarre, y los más blandos lo contrario. En 2009, los neumáticos slicks volvieron como parte de las revisiones del reglamento para la temporada 2009; los slicks no tienen surcos y dan hasta un 18 % más de contacto con la pista. En los años de Bridgestone, se pintó una banda verde en el flanco del compuesto más blando para que los espectadores pudieran distinguir qué neumático lleva un piloto. A partir de 2019, Pirelli desechó el sistema de nomenclatura de los neumáticos, de forma que estos se denotarán en cada Gran Premio de forma independiente como duro, medio y blando, con flancos blancos, amarillos y rojos respectivamente, en lugar de tener un nombre y un color distintos para cada uno de los cinco neumáticos. El cambio se ha implementado para que los aficionados casuales puedan entender mejor el sistema de neumáticos. Por lo general, los tres compuestos de seco que se sacan a la pista son de especificaciones consecutivas.

## Frenos
Los discos de freno constan de un rotor y una pinza en cada rueda. Los rotores de compuesto de carbono (introducidos por el equipo Brabham en 1976) se utilizan en lugar de los de acero o hierro fundido debido a sus superiores propiedades de fricción, térmicas y antideformación, así como a un importante ahorro de peso. Estos frenos están diseñados y fabricados para trabajar a temperaturas extremas, de hasta 1000 °C (1800 °F). El conductor puede controlar la distribución de la fuerza de frenado hacia delante y hacia atrás para compensar los cambios en las condiciones de la pista o la carga de combustible. La normativa dice que este control debe ser mecánico, no electrónico, por lo que suele accionarse mediante una palanca dentro del habitáculo, en lugar de un mando en el volante.
Un coche medio de F1 puede desacelerar de 100 a 0 km/h en unos 15 metros, en comparación con un BMW M3 de 2009, que necesita 31 metros. Al frenar desde velocidades superiores, la fuerza aerodinámica permite una gran deceleración: De 4,5 G a 5,0 G (44 a 49 m/s2), y hasta 5,5 G (54 m/s2) en los circuitos de alta velocidad como el Circuit Gilles Villeneuve (GP de Canadá) y el Autodromo Nazionale Monza (GP de Italia). Esto contrasta con los 1,02G a 1,5 G (10 a 15 m/s2) de los mejores deportivos (se afirma que el Bugatti Veyron puede frenar a 1,3 G). Un coche de F1 puede frenar desde 200 km/h (124 mph) hasta detenerse por completo en solo 2,9 segundos, utilizando solo 65 metros (213 pies).

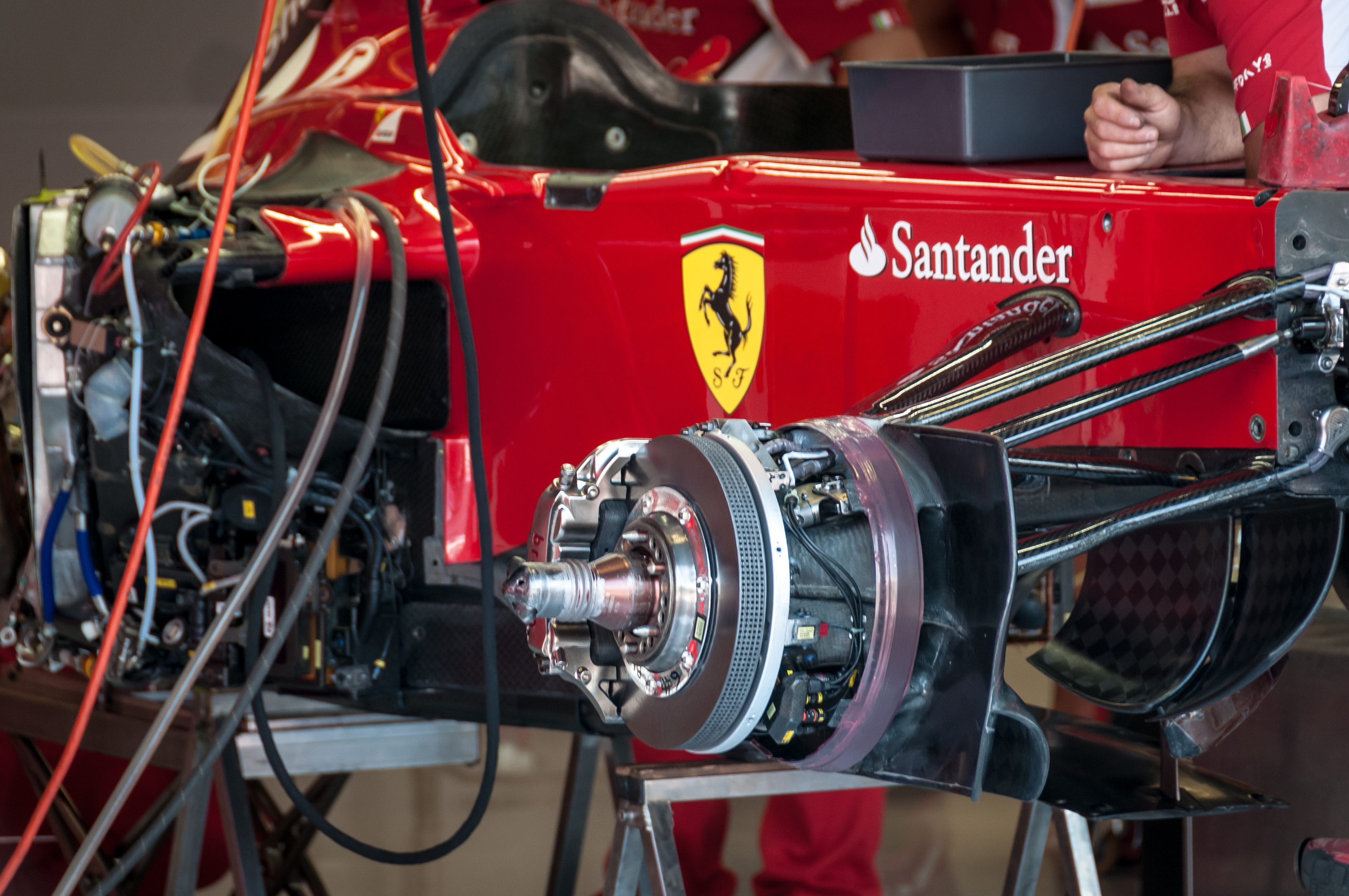
Sistema de frenos de un monoplaza de la Escudería de Ferrari de Fórmula 1 del año 2012.

## Rendimiento
Todos los coches de F1 de la parrilla son capaces de pasar de 0 a 160 km/h (0 a 99 mph) y volver a 0 en menos de cinco segundos. Durante una demostración en el circuito de Silverstone (Gran Bretaña), un McLaren-Mercedes de F1 conducido por David Coulthard dio una ventaja de setenta segundos a un par de coches de calle de Mercedes-Benz, y fue capaz de superar a los coches hasta la línea de meta desde una salida parada, a una distancia de solo 5,2 km (3,2 millas).
Además de ser rápidos en línea recta, los coches de F1 tienen gran capacidad para tomar las curvas, gracias a la aerodinámica. Los coches de Gran Premio pueden tomar las curvas a una velocidad significativamente mayor que otros coches de carreras debido a los intensos niveles de agarre y carga aerodinámica.
La combinación de peso ligero (642 kg en versión de competición para 2013), potencia (670-710 kW (900-950 CV) con el V10 de 3.0 L, 582 kW (780 CV) con el V8 de 2.4 L regulado en 2007, 710 kW (950 CV) con el V6 turbo de 1.6 L de 2016), la aerodinámica y los neumáticos de alto rendimiento es lo que da al coche de F1 sus altas cifras de rendimiento. La principal consideración de los diseñadores de F1 es la aceleración, y no solo la velocidad máxima. Se pueden considerar tres tipos de aceleración para evaluar el rendimiento de un coche:
- Aceleración longitudinal (aceleración).
- Desaceleración longitudinal (frenado).
- Aceleración lateral (giro).

Las tres aceleraciones deben ser maximizadas. La forma de obtener estas tres aceleraciones y sus valores son:

### Aceleración
Los coches de F1 de 2016 tienen una relación potencia-peso de 1400 CV/t (1,05 kW/kg; 1270 CV/tonelada; 0,635 CV/lb). En teoría, esto permitiría al coche alcanzar los 100 km/h en menos de 1 segundo. Sin embargo, la enorme potencia no puede convertirse en movimiento a bajas velocidades debido a la pérdida de tracción y la cifra habitual es de 2,5 segundos para alcanzar los 100 km/h (62 mph). A partir de unos 130 km/h (80 mph) la pérdida de tracción es mínima debido al efecto combinado de que el coche se mueve más rápido y la carga aerodinámica, por lo que sigue acelerando el coche a un ritmo muy alto. Las cifras son (para el Mercedes W07 de 2016):
- 0 a 100 km/h: 2,4 segundos.
- De 0 a 200 km/h: 4,4 segundos.
- De 0 a 300 km/h: 8,4 segundos.

La cifra de aceleración suele ser de 1,45 G (14,2 m/s2) hasta los 200 km/h (124 mph), lo que significa que el conductor es empujado por el asiento con una fuerza cuya aceleración es 1,45 veces la de la gravedad terrestre.
También existen sistemas de refuerzo conocidos como sistemas de recuperación de energía cinética (KERS). Estos dispositivos recuperan la energía cinética creada por el proceso de frenado del coche. Almacenan esa energía y la convierten en potencia que puede utilizarse para aumentar la aceleración. El KERS suele añadir 80 CV (60 kW) y pesa 35 kg (77 lb). Existen principalmente dos tipos de sistemas: el eléctrico y el de volante mecánico. Los sistemas eléctricos utilizan un motor-generador incorporado a la transmisión del coche que convierte la energía mecánica en eléctrica y viceversa. Una vez aprovechada la energía, se almacena en una batería y se libera a voluntad. Los sistemas mecánicos captan la energía de frenado y la utilizan para hacer girar un pequeño volante de inercia que puede girar hasta 80 000 rpm. Cuando se necesita más potencia, el volante se conecta a las ruedas traseras del coche. A diferencia del KERS eléctrico, la energía mecánica no cambia de estado y es, por tanto, más eficiente. Hay otra opción disponible, el KERS hidráulico, en el que la energía de frenado se utiliza para acumular presión hidráulica que se envía a las ruedas cuando se necesita.

### Desaceleración
Los frenos de carbono, en combinación con la tecnología de los neumáticos y la aerodinámica del coche, producen fuerzas de frenado realmente notables. La fuerza de deceleración al frenar suele ser de 4 G (39 m/s2), y puede llegar a ser de 5-6 G cuando se frena a velocidades extremas, por ejemplo en el circuito Gilles Villeneuve o en Indianápolis. En 2007, Martin Brundle, antiguo piloto de Grandes Premios, probó el coche de Fórmula 1 Williams Toyota FW29 y declaró que en las frenadas fuertes sentía como si sus pulmones golpearan el interior de su caja torácica, lo que le obligaba a exhalar involuntariamente. En este caso, la resistencia aerodinámica realmente ayuda, y puede contribuir hasta 1,0 G de frenado, que es el equivalente a los frenos de la mayoría de los coches deportivos de carretera. En otras palabras, si se suelta el acelerador, el coche de F1 reducirá su velocidad por la resistencia aerodinámica al mismo ritmo que la mayoría de los coches deportivos lo hacen con los frenos, al menos a velocidades superiores a los 250 km/h (160 mph).
Hay tres empresas que fabrican frenos para la Fórmula 1. Son Hitco (con sede en EE. UU., parte del Grupo SGL Carbon), Brembo en Italia, y Carbone Industrie de Francia. Mientras que Hitco fabrica su propio carbono, Brembo se abastece de Honeywell y Carbone Industrie compra su carbono a Messier Bugatti.
Carbono/carbono es la abreviatura de carbono reforzado con fibra de carbono. Esto significa que las fibras de carbono refuerzan una matriz de carbono, que se añade a las fibras mediante la deposición de la matriz (CVI o CVD) o mediante la pirólisis de un aglutinante de resina.
Los frenos F1 tienen un diámetro de 278 mm (10,9 pulgadas) y un grosor máximo de 32 mm (1,3 pulgadas). Las pastillas de freno de carbono/carbono son accionadas por pinzas opuestas de 6 pistones suministradas por Akebono, AP Racing o Brembo. Las pinzas tienen cuerpo de aleación de aluminio con pistones de titanio. El reglamento limita el módulo del material de las pinzas a 80 GPa para evitar que los equipos utilicen materiales exóticos de alta rigidez específica, por ejemplo, el berilio. Los pistones de titanio ahorran peso y también tienen una baja conductividad térmica, lo que reduce el flujo de calor hacia el líquido de frenos.

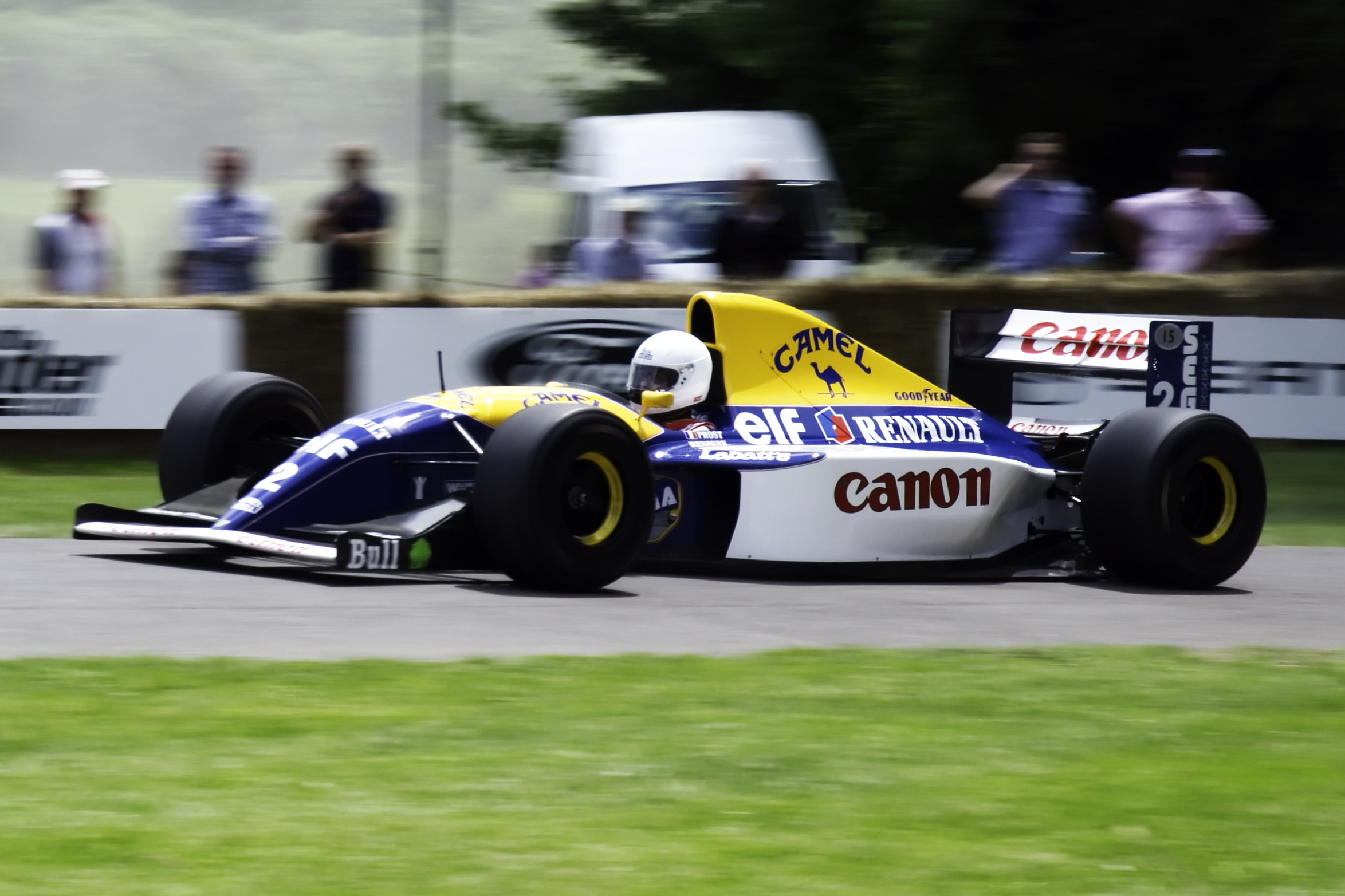
El Williams FW14-Renault y su sucesor, el Williams FW15C (en la foto), ganaron 27 Grandes Premios y 36 poles a principios de los años 90, hasta que la suspensión activa y los artilugios electrónicos que la acompañaban fueron prohibidos por la FIA en 1994.

### Aceleración lateral
Las fuerzas aerodinámicas de un coche de Fórmula 1 pueden producir hasta tres veces el peso del coche en fuerza descendente. De hecho, a una velocidad de solo 130 km/h (81 mph), la fuerza descendente es igual en magnitud al peso del coche. A bajas velocidades, el coche puede girar a 2,0 G. A 210 km/h (130 mph) ya la fuerza lateral es de 3,0 G, como demuestran las eses (curvas 3 y 4) del circuito de Suzuka. Las curvas de mayor velocidad, como Blanchimont (Circuito de Spa-Francorchamps) y Copse (Circuito de Silverstone) se toman a más de 5,0 G, y se han registrado 6,0 G en la curva 130-R de Suzuka. Esto contrasta con un máximo para los coches de carretera de alto rendimiento como el Enzo Ferrari de 1,5 G o el Koenigsegg One:1 de más de 1,7 G para el Circuito de Spa-Francorchamps.
Dado que la fuerza que crea la aceleración lateral es en gran medida la fricción, y la fricción es proporcional a la fuerza normal aplicada, la gran carga aerodinámica permite a un coche de F1 tomar las curvas a velocidades muy altas. Como ejemplo de las velocidades extremas de las curvas, las de Blanchimont y Eau Rouge en Spa-Francorchamps se toman a fondo a más de 300 km/h, mientras que los coches de turismo con especificaciones de carrera solo pueden hacerlo a 150–160 km/h (nótese que la fuerza lateral aumenta con el cuadrado de la velocidad). Un ejemplo más reciente y quizás todavía más extremo es la curva 8 del circuito de Estambul Park, una curva de 190° relativamente cerrada de 4 vértices, en la que los coches mantienen velocidades de entre 265 y 285 km/h (en 2006) y experimentan entre 4,5 G y 5,5 G durante 7 segundos, la curva dura más larga sostenida en la Fórmula 1.

### Velocidades máximas
Las velocidades máximas están limitadas en la práctica por la recta más larga del circuito y por la necesidad de equilibrar la configuración aerodinámica del coche entre la alta velocidad en línea recta (baja resistencia aerodinámica) y la alta velocidad en las curvas (alta carga aerodinámica) para lograr el tiempo de vuelta más rápido. Durante la temporada 2006, las velocidades máximas de los coches de Fórmula 1 fueron de algo más de 300 km/h (185 mph) en circuitos de alta carga aerodinámica como Albert Park (Australia) y Sepang (Malasia). Estas velocidades se redujeron en unos 10 km/h (6 mph) con respecto a las de 2005, y en 15 km/h (9 mph) con respecto a las de 2004, debido a las recientes restricciones de rendimiento. En los circuitos de baja carga aerodinámica se registraron mayores velocidades máximas: en Gilles-Villeneuve (Canadá) 325 km/h (203 mph), en Indianápolis (EE.UU) 335 km/h (210 mph), y en Monza (Italia) 360 km/h (225 mph). En las pruebas realizadas un mes antes del Gran Premio de Italia de 2005, Juan Pablo Montoya, del equipo McLaren-Mercedes F1, registró una velocidad máxima récord de 372,6 km/h, que obtuvo el reconocimiento oficial de la FIA como la velocidad más rápida jamás alcanzada por un coche de F1, aunque no se estableció durante una sesión oficialmente sancionada durante un fin de semana de carreras. En el GP de Italia de 2005, Kimi Räikkönen, de McLaren-Mercedes, registró 370,1 km/h. Este récord fue superado en el Gran Premio de México de 2016 por el piloto de Williams, Valtteri Bottas, cuya velocidad máxima en condiciones de carrera fue de 372,54 km/h (231,48 mph). Sin embargo, a pesar de que esta información se mostró en los monitores oficiales de la FIA, esta tampoco la acepta como récord oficial. Bottas había establecido previamente un récord de velocidad máxima todavía mayor durante la clasificación del Gran Premio de Europa de 2016, registrando una velocidad de 378,035 km/h (234,9 mph). Esta velocidad máxima, sin embargo, no ha sido confirmada por ningún método oficial, ya que actualmente la única fuente de esta información es la publicación del equipo Williams en Twitter, mientras que los datos oficiales de los radares de la FIA midieron la velocidad de Bottas en 366,1 km/h en esa ocasión. En esta ocasión, el coche no cumplía plenamente la normativa de la FIA sobre la Fórmula 1, ya que utilizaba un timón aerodinámico móvil para el control de la estabilidad, infringiendo el artículo 3.15 del reglamento técnico de la Fórmula 1 de 2006, que establece que cualquier parte específica del coche que influya en su rendimiento aerodinámico debe estar fijada de forma rígida.